# Culture sous la dynastie Song
Vous lisez un « bon article » labellisé en 2011.  Il fait partie d'un « bon thème ».
La dynastie Song (960-1279) est une période riche de l'histoire culturelle de la Chine, dans tous les domaines tels que les arts picturaux, la littérature, les divertissements, les codes vestimentaires, les arts culinaires et la philosophie. La culture en Chine a durant cette période largement profité de l'impressionnant essor économique et technique, avec notamment le développement de la xylographie, mais également du soutien sans modération de l'élite lettrée chinoise qui a contribué au développement culturel en finançant les artistes.
Les arts picturaux atteignent un niveau de sophistication encore jamais égalé dans l'histoire de l'art chinois. Reflets du déclin du bouddhisme et de la montée du néoconfucianisme dans les milieux aisés, ils témoignent également des préoccupations changeantes des Chinois au fur et à mesure du temps à travers les thèmes abordés par les artistes.
En termes de littérature, la période Song conserve la tradition de la poésie ci et connaît certains poètes majeurs, tels que Su Shi ou encore Li Qingzhao. Profitant des progrès de l'imprimerie, la littérature chinoise se diversifie en genre, avec la rédaction d'importants ouvrages historiographiques, encyclopédiques, techniques et géographiques. Contributeurs importants de ces genres littéraires, Shen Kuo et Su Song sont à l'origine de nombreuses compilations d'ouvrages scientifiques et techniques qui témoignent des avancées technologiques de l'époque. Par ailleurs, les livres décrivant des carnets de voyage deviennent également populaires grâce aux travaux de Fan Chengda.
Avec l'essor économique, les Chinois consacrent plus de temps aux divertissements. Dans les grandes villes, des quartiers dédiés aux loisirs se développent afin de répondre aux attentes croissantes des citadins. Les arts scéniques se développent et se diversifient. Tout au long de l'année des festivités sont organisées pour divertir les Chinois, avec feux d'artifice, carnavals et banquets grandioses, au cours desquels les plats des différentes régions de la Chine sont proposés.
Signe extérieur de niveau social, le code vestimentaire est strict. Par exemple, selon leur rang professionnel la couleur des vêtements des fonctionnaires est différente, le violet étant réservé aux plus hautes fonctions, même si ce code s'assouplit progressivement, notamment sous la dynastie des Song du Sud. Alors que les nobles se parent de Hanfu, sortes de robes en soie, les classes sociales les moins aisées préfèrent quant à elles les pantalons pour des raisons pratiques.

## Arts visuels

### Caractères généraux

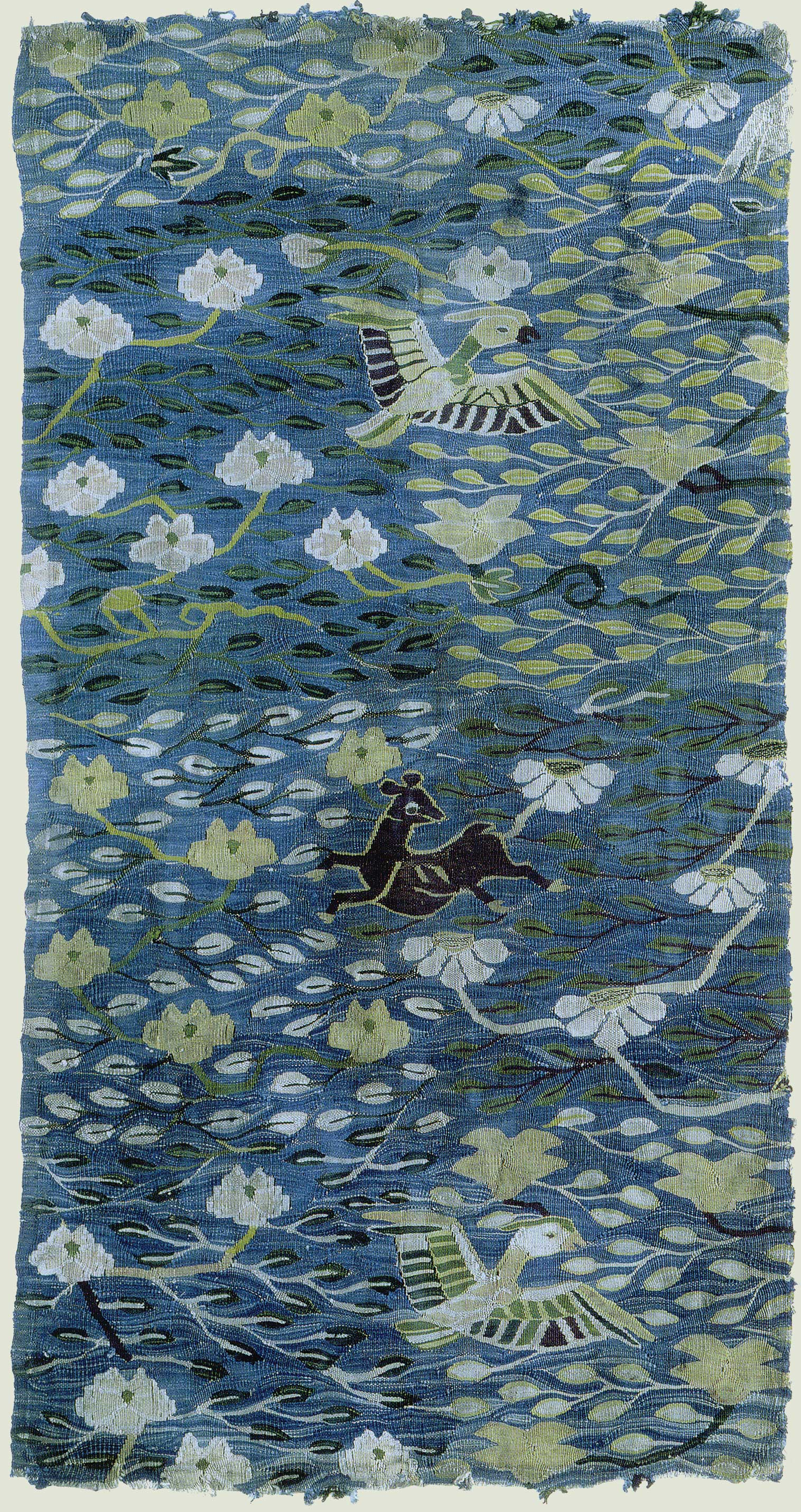
Tapisserie Song. Musée Guimet.

La peinture chinoise atteint durant la dynastie Song un haut niveau de sophistication avec le développement de la peinture paysagère, notamment grâce à des artistes comme Fan Kuan et Ma Yuan. Le style pictural Shanshui (shan signifie « montagne » et shui signifie « rivière ») devient un des principaux thèmes abordés dans l'art paysager chinois. L'importance prise par la représentation des paysages au cours de la période Song est accentuée par la philosophie chinoise. Le taoïsme insiste en effet sur le fait que les humains sont et ne représentent qu'un petit élément du vaste cosmos. Dans le même temps, le mouvement néoconfucianiste se livre souvent à la découverte de modèles et de principes qu'ils pensent être à l'origine de tout phénomène social et naturel.
La fabrication de porcelaine et de céladon vernis et transparents en utilisant des émaux complexes se développe également durant la période Song. Les objets en céladon de Longquan sont particulièrement populaires à cette époque. Les laques noires et rouges sont également la base de représentations miniatures de scènes de nature, de paysages ou de motifs décoratifs. Malgré la complexité de certaines techniques pour le travail du bronze, de la céramique, de la laque, de la joaillerie en jade, de la sculpture, de l'architecture et de la peinture, les portraits ou les scènes transposées sont d'un réalisme extrême. Les artistes paysagers chinois deviennent maîtres dans la représentation d'avant-plans complexes et réalistes, alors que l'arrière-plan est constitué d'espaces vastes et infinis, tels que des montagnes brumeuses zébrées de rivières.

### Peinture
Il existe une importante différence dans les tendances picturales entre la période des Song du Nord (960-1127) et celle des Song du Sud (1127-1279). Les peintures des fonctionnaires des Song du Nord sont influencées par leurs idéaux politiques de maintien de l'ordre dans le monde et de lutte contre les problèmes importants qui affectent la société. Par conséquent, leurs peintures décrivent souvent de grands paysages. À l'opposé, les fonctionnaires des Song du Sud ne souhaitent pas réformer la société en profondeur, mais à petite échelle. Une stratégie qu'ils estiment plus efficace que celle de leurs homologues du Nord. Par conséquent, leurs peintures représentent des scènes plus petites et plus intimes, pendant que l'arrière-plan est dépourvu de détails. Ce changement d'attitude d'une période à l'autre provient principalement de l'influence de la philosophie néoconfucianiste. Les partisans de ce mouvement préfèrent mener des réformes de la société du bas vers le haut, comme le laisse croire la promotion des petites académies privées au détriment des grandes académies contrôlées par l'État, comme ce fut le cas au cours de la période des Song du Nord.
La peinture est considérée depuis les dynasties du Nord et du Sud (420-589) comme un art sophistiqué par la noblesse qui en fait son principal passe-temps artistique, avec la calligraphie et la poésie. Durant la dynastie Song, les nobles sont d'avides collectionneurs d'art qui se réunissent parfois pour discuter de leurs propres peintures, mais également pour évaluer celles de leurs collègues et amis. Le poète et homme politique Su Shi (1037-1101) et son complice Mi Fu (1051-1107) participent souvent à ces activités artistiques. Ils empruntent des œuvres afin de les étudier et de les copier. Ils proposent même des échanges pour les plus remarquables d'entre elles. Par ailleurs, les petites peintures rondes sont populaires chez les Song du Sud. Elles sont souvent compilées dans des albums autour desquelles les poètes écrivent des poèmes sur le même thème et dans le même esprit que ceux de la peinture.
Même s'ils sont des collectionneurs avides, les fonctionnaires Song ne sont pas prêts pour apprécier les œuvres issues des classes sociales inférieures. Anthony Barbieri-Low, professeur en Histoire de la Chine antique à l'Université de Californie à Santa Barbara, remarque que l'appréciation en art des fonctionnaires Song ne se cantonne qu'à l'intérieur de ce cercle fermé et ne s'étend pas à celui des artistes professionnels :
« Durant les Song du Nord (960-1126), une nouvelle classe d'artistes fonctionnaires apparaît. Elle ne possède pas les compétences en trompe-l'œil des peintres académiques, ni le niveau des peintres de métier. Les peintures des érudits sont plus simples et parfois sans instruction, mais ça ne les empêche pas de critiquer les autres comme des professionnels (...). Les artistes fonctionnaires considèrent que les peintres qui se concentrent sur des représentations réalistes, qui emploient des palettes colorées ou, encore pire, qui acceptent d'être payés pour leur travail, ne sont pas meilleurs que les bouchers ou les bricoleurs de la place du marché. Ils n'étaient pas considérés comme de vrais artistes. »
Malgré cette attitude des fonctionnaires, les peintres talentueux de la cour sont grandement appréciés par l'empereur et la famille royale. L'un des plus grands peintres paysagers professionnels qui vécurent à la cour des Song est Zhang Zeduan (1085-1145). Il a peint la fameuse fresque intitulée Le Jour de Qingming au bord de la rivière. D'autre part, l'empereur Song Gaozong (1127-1162) a commandé un travail artistique composé de plusieurs peintures appelé Dix-huit chansons à la flûte nomade, s'inspirant de la femme-poète Cai Wenji (177-250) de la dynastie Han.

### Sculpture
La période Song connaît également un discret retour du bouddhisme, depuis sa persécution durant la dynastie Tang. Les sculptures rupestres de Dazu dans la province du Sichuan en témoignent. Le temple à Mingshan dans le xian d'Anyue reprend les mêmes bases de conception que ces sculptures rupestres. La province du Sichuan devient ainsi un centre du renouveau des sculptures bouddhistes, avec l'apparition de représentations de Bouddha et de divinités dans de somptueuses robes impériales et monastiques.

### Céramique: lechanet la cérémonie du thé
Selon une tradition abondamment répandue les bols à thé, jian (cuits dans les fours de Jian'an, au Fujian), utilisés par les moines chan, dans les temples bouddhiques des Song du Sud dans les monts Tianmu, à Tianmushan près de Hangzhou, ont été nommés en japonais, par les moines zen : temmoku (aussi orthographié tenmoku). Leur forme simple, une poterie paysanne locale, et leur couverte brune "fourrure de lièvre" convenait à la cérémonie du thé pratiquée par les moines chinois au XIIIe siècle. Les nombreux moines japonais venus étudier le bouddhisme chan emportèrent ces bols comme partie de cet enseignement.

### Galerie de peintures
Les peintures ont été classées par ordre chronologique, dans la mesure du possible en l'état actuel de nos connaissances. Depuis ce qui semble les premières peintures de la dynastie Song du Nord (960-1127), jusqu'aux ultimes peintures de la fin de la dynastie des Song du Sud (1135-1279).

Peintures
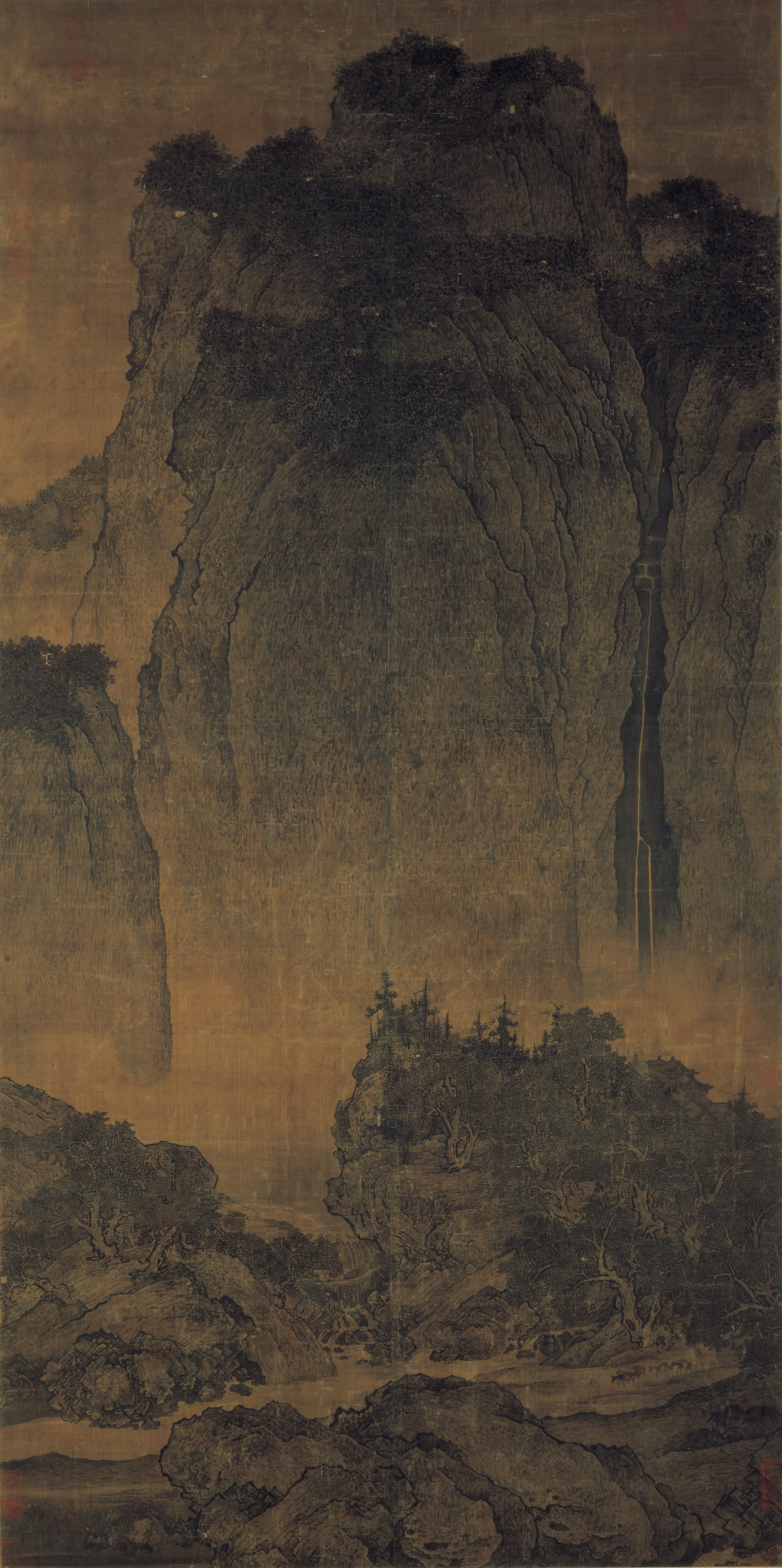
Voyageurs parmi les torrents et les montagnes, Fan Kuan, (actif vers 1023-1031), Song du Nord, rouleau vertical, encre et couleurs sur soie, 206,3x103,3cm, National Palace Museum, Taipei.
Retraites dans la montagne, Li Gonglin (1049-1106), encre sur papier, roulau horizontal, 28,9x364,6cm. Shenyang.
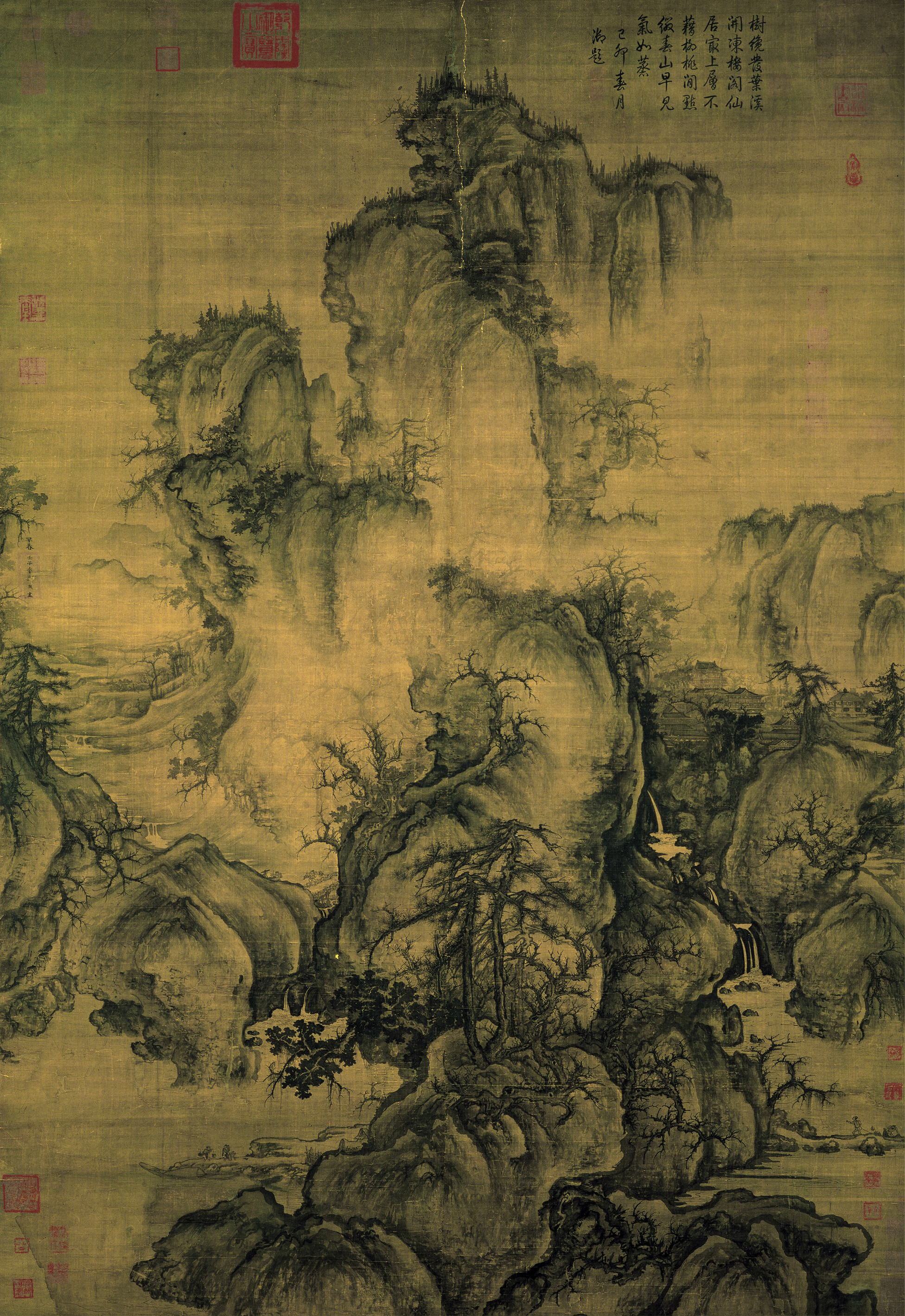
Paysage à l'entrée du printemps 1072, Guo Xi, (actif 1067-1085), rouleau vertical mural, encre sur soie, 158,3 × 108,1 cm. National Palace Museum, Taipei.
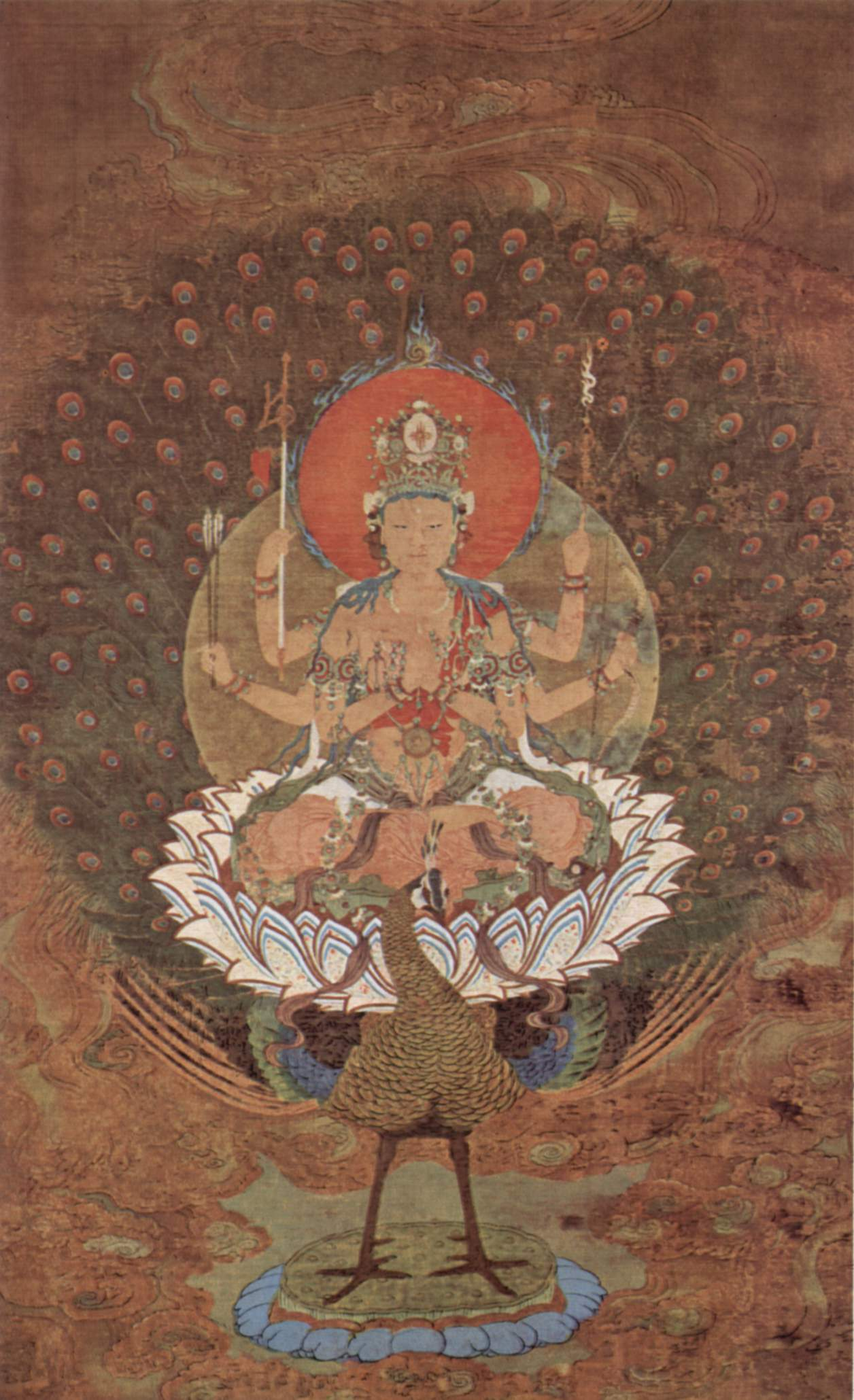
Le Roi Paon, (Gunsho Mingwang 中文), anonyme, détail d'un rouleau mural, encre et couleurs sur soie, ca. 1125, 168,8 × 103cm. Ninnaji, Kyôtô.
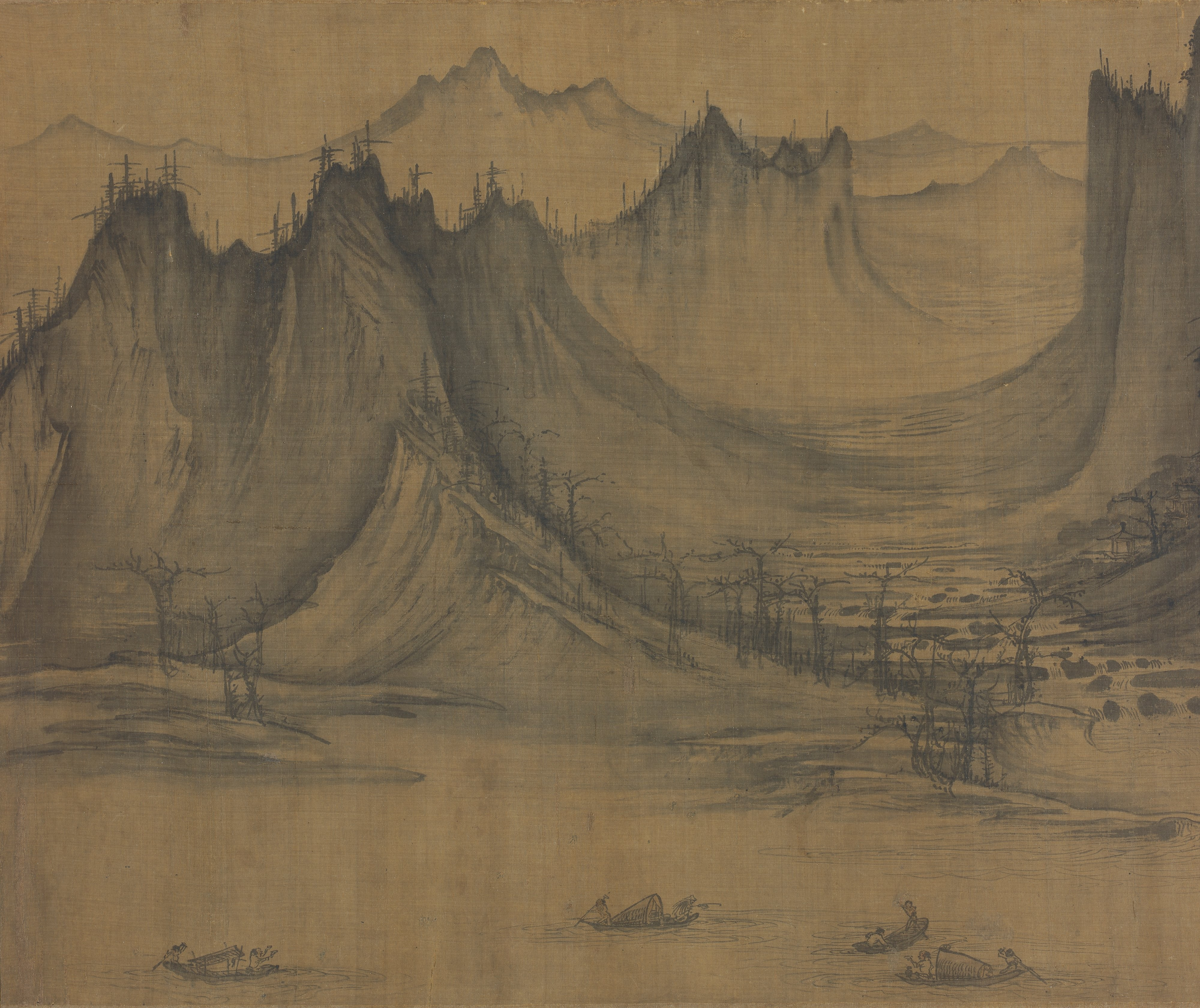
Pêcheur en rivière de montagne, Xu Daoning, section d'un rouleau portatif, encre et couleur sur soie, v. 1050, 48,9 x209,6 cm, Nelson-Atkins Museum of Art, (Acquisition : Nelson Trust)
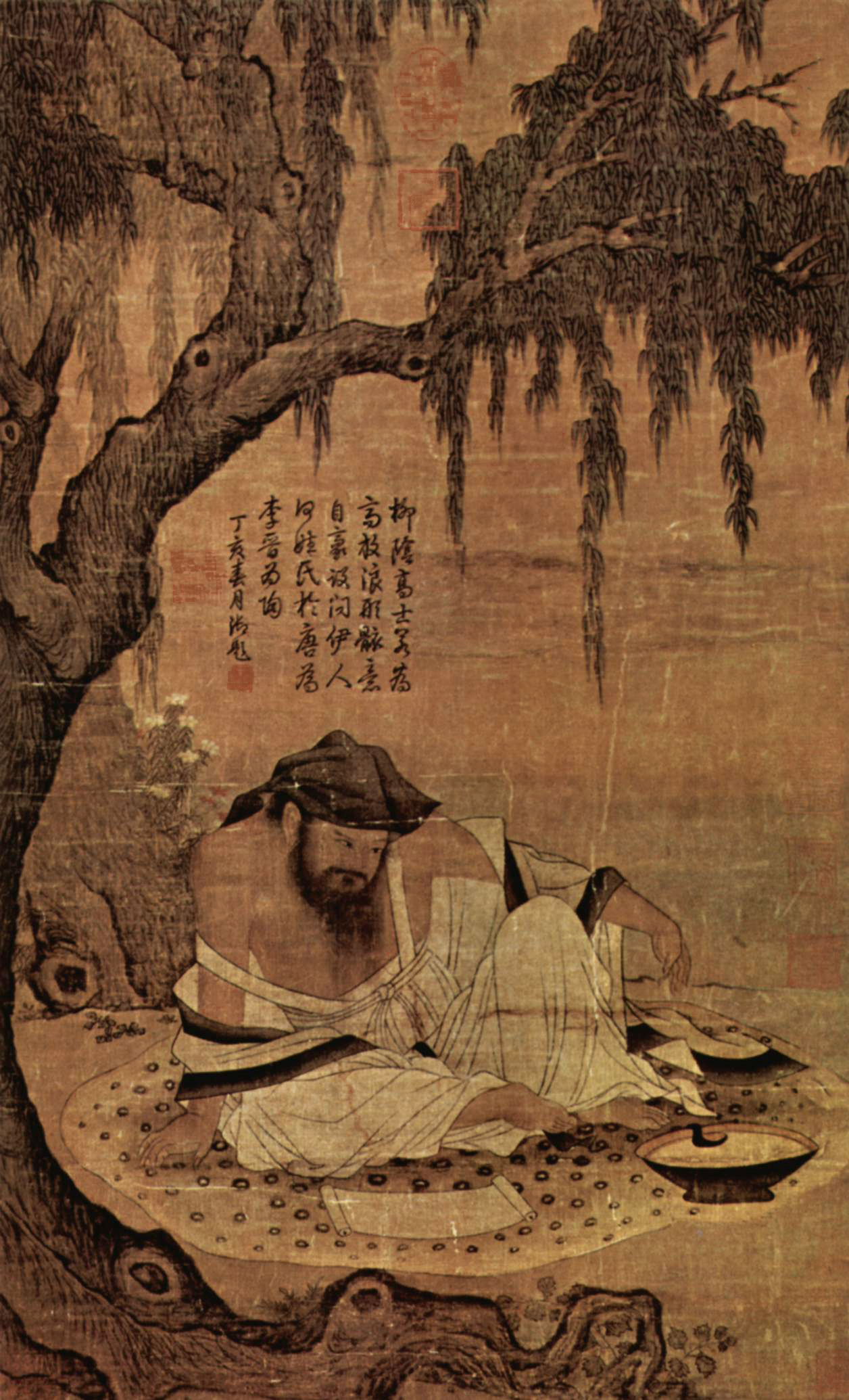
Un érudit dans un pré, anonyme XIe siècle, encre et couleur sur soie, 65,5 × 40 cm. National Palce Museum, Taipei.
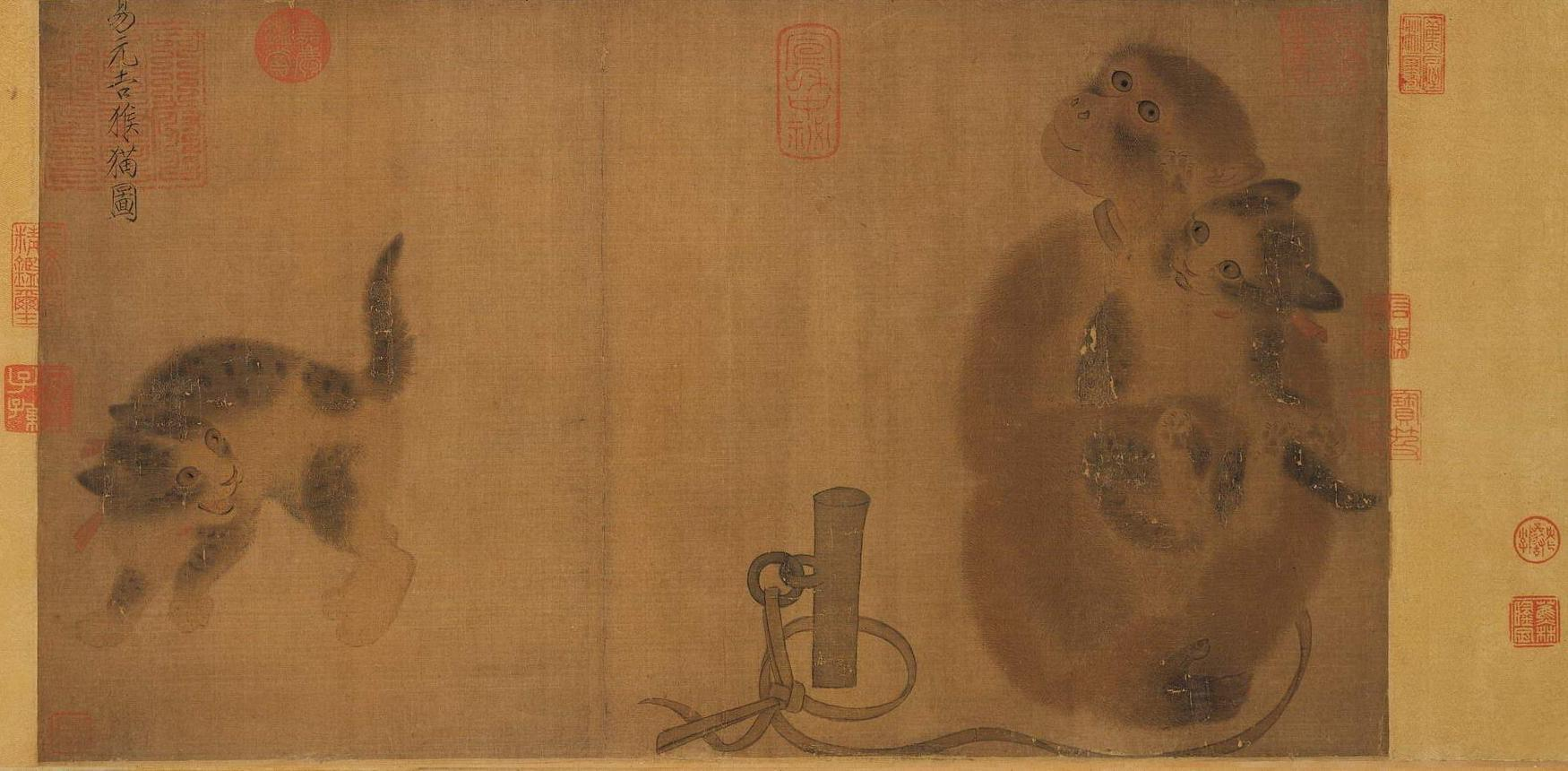
Singe et chatons (ensemble), par Yi Yuanji, XIe siècle. Song du Nord. Encre et couleurs légères sur soie, 31,9 × 57,2 cm Musée national du palais.
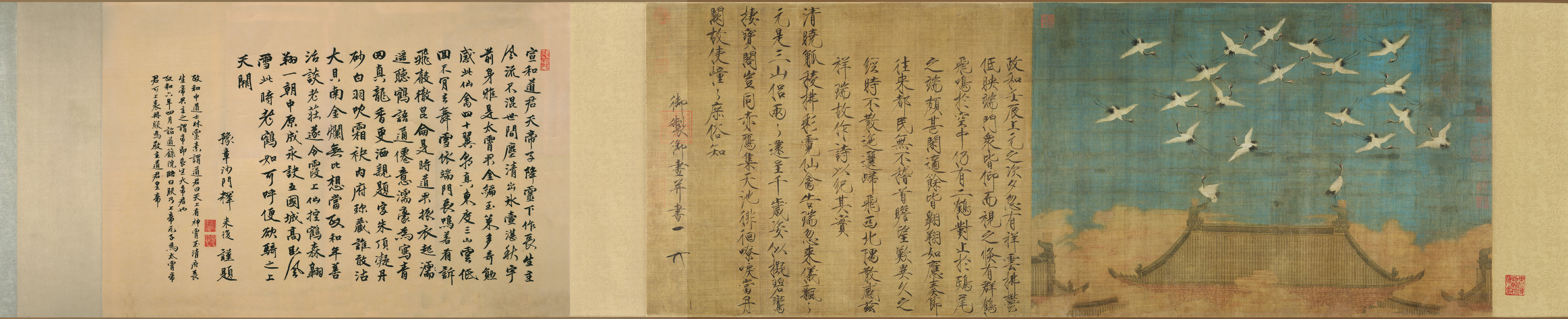
Grues de bon augure, empereur Huizong, 1112, rouleau portatif, encre et couleurs sur soie, 51 × 138,2 cm, Musée provincial du Lianing.
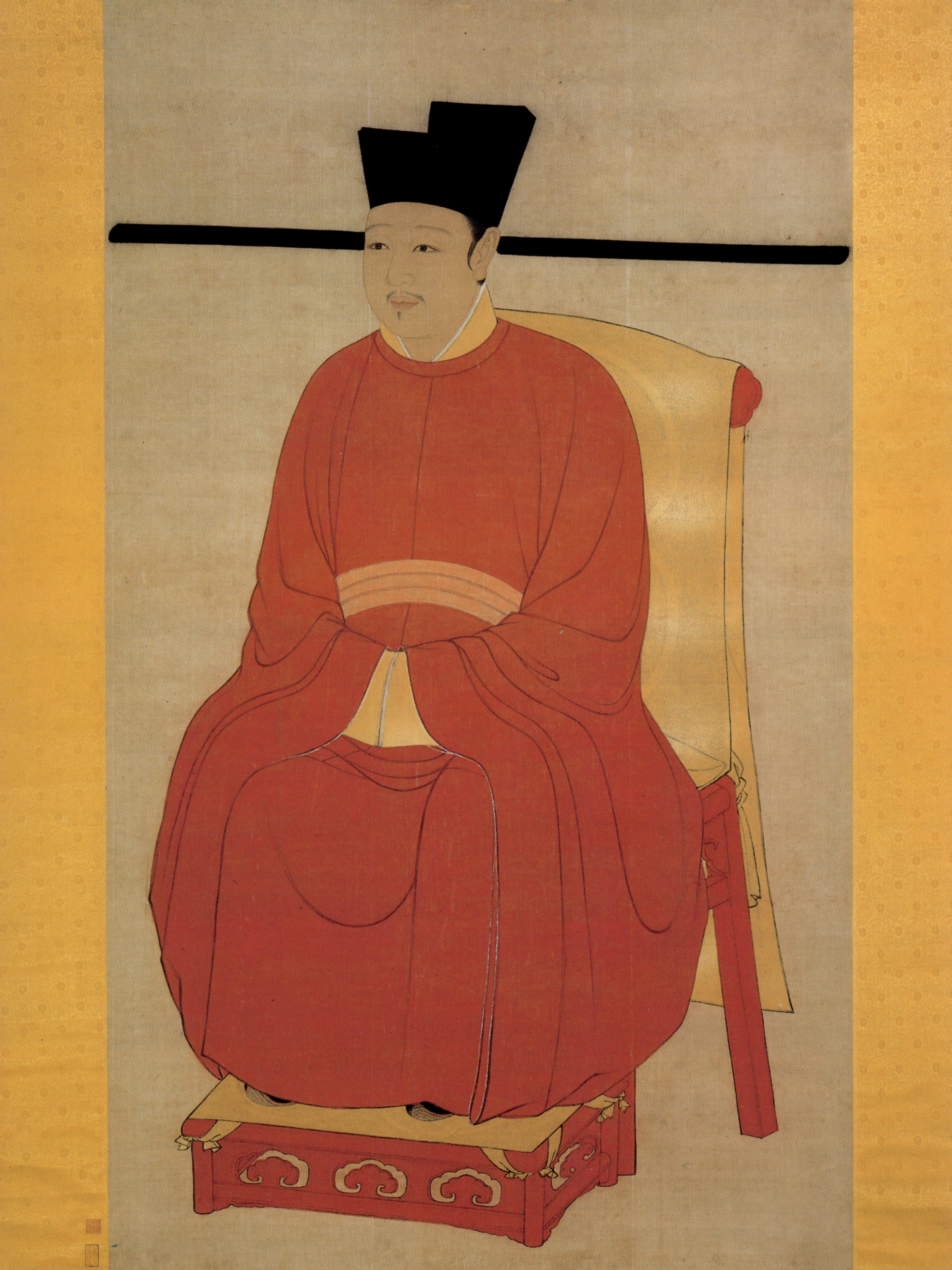
Portrait de l'Empereur Huizong (1082-1151), anonyme des Song du Nord, encre et couleurs sur soie, rouleau vertical, 188,2 × 106,7 cm. National Palace Museum, Taipei.
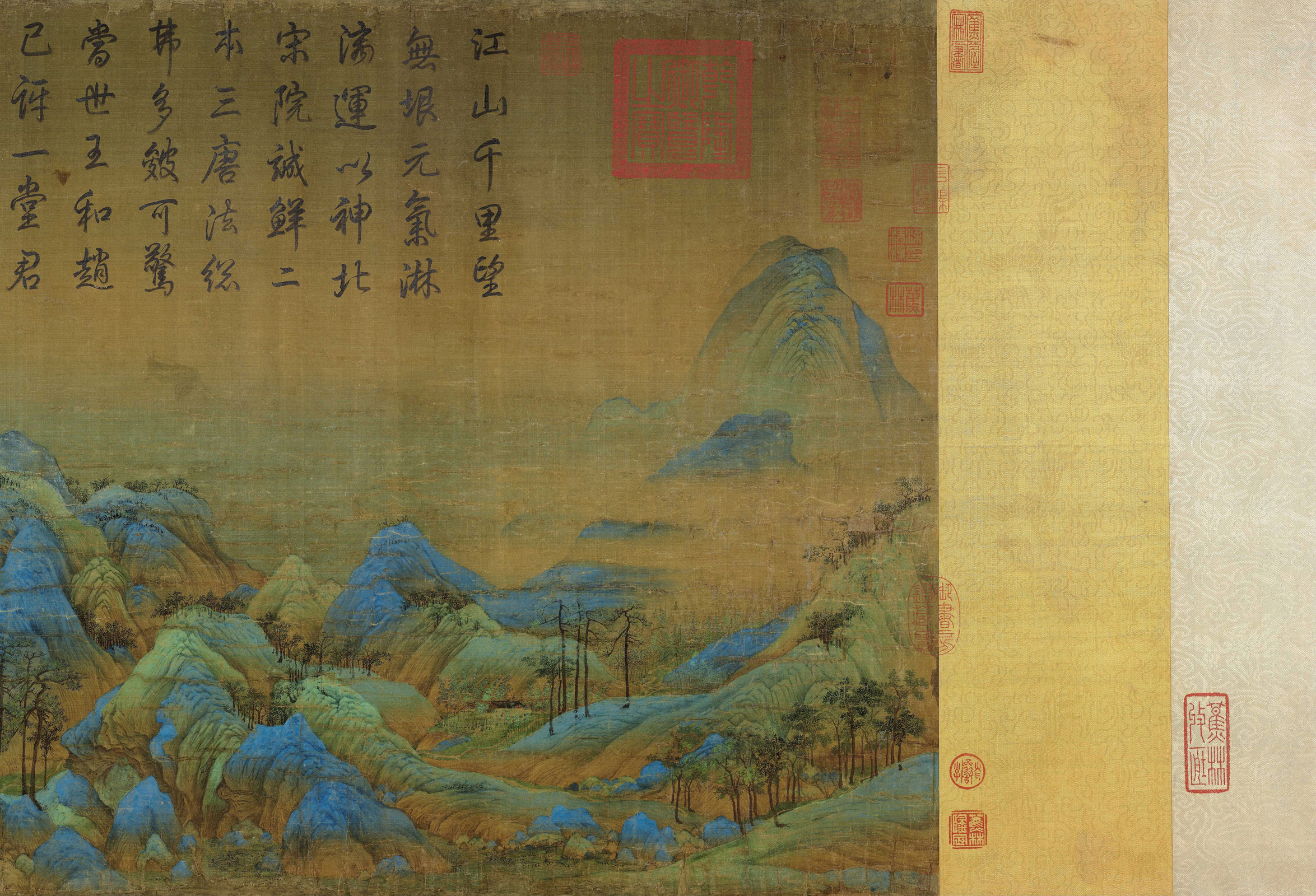
Mille lis de rivières et montagnes, Wang Ximeng, 1113, détail initial d'un rouleau portatif, encre et couleurs sur soie, 51 × 1191 cm ensemble. Palace Museum, Beijing.
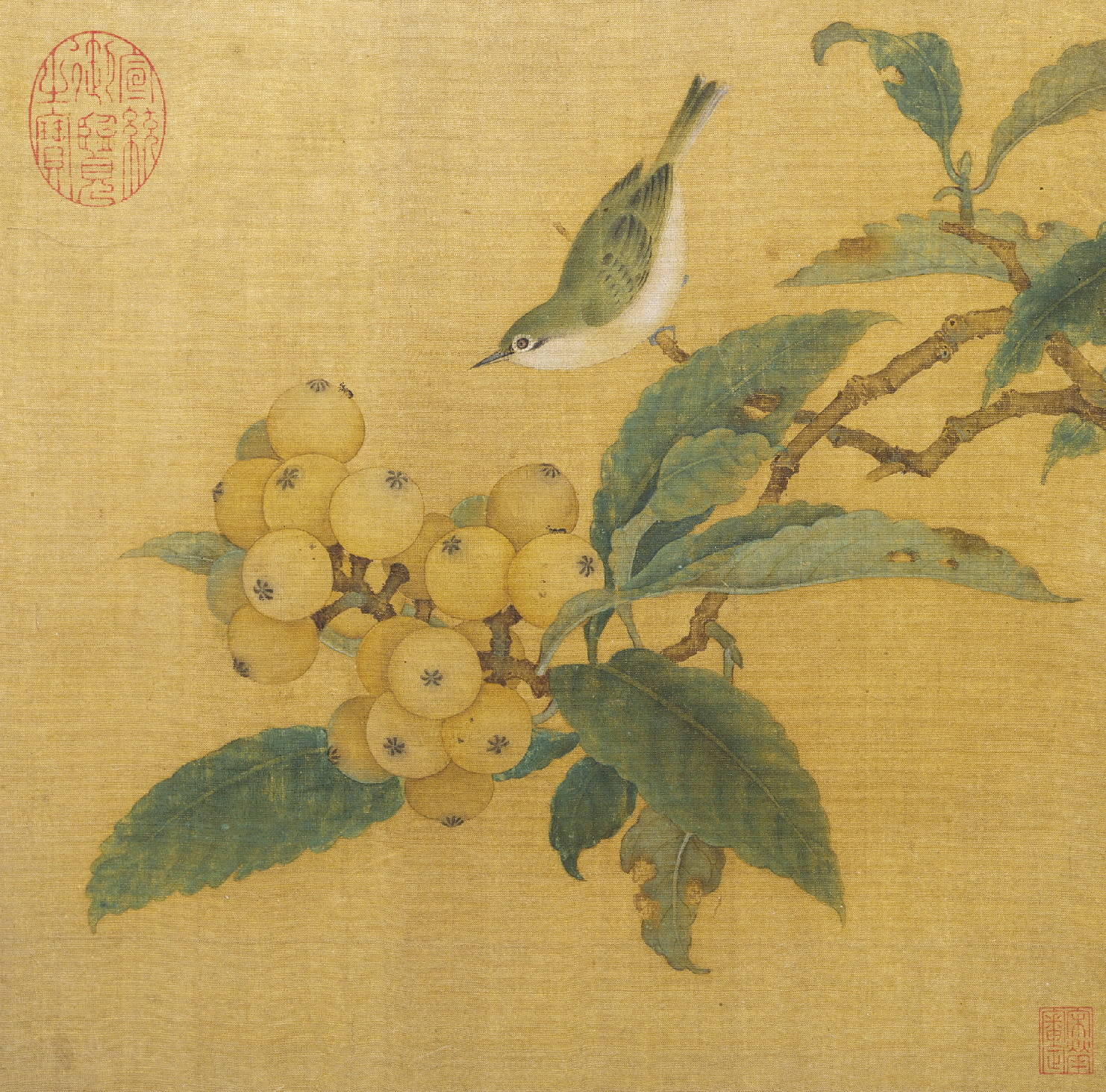
Rossignol sur une branche de Bibaces (néflier), peintre anonyme des Song du Sud, encre et couleurs sur soie, 26,7 × 27,3cm. MET NY (collection John Stewart Kennedy).
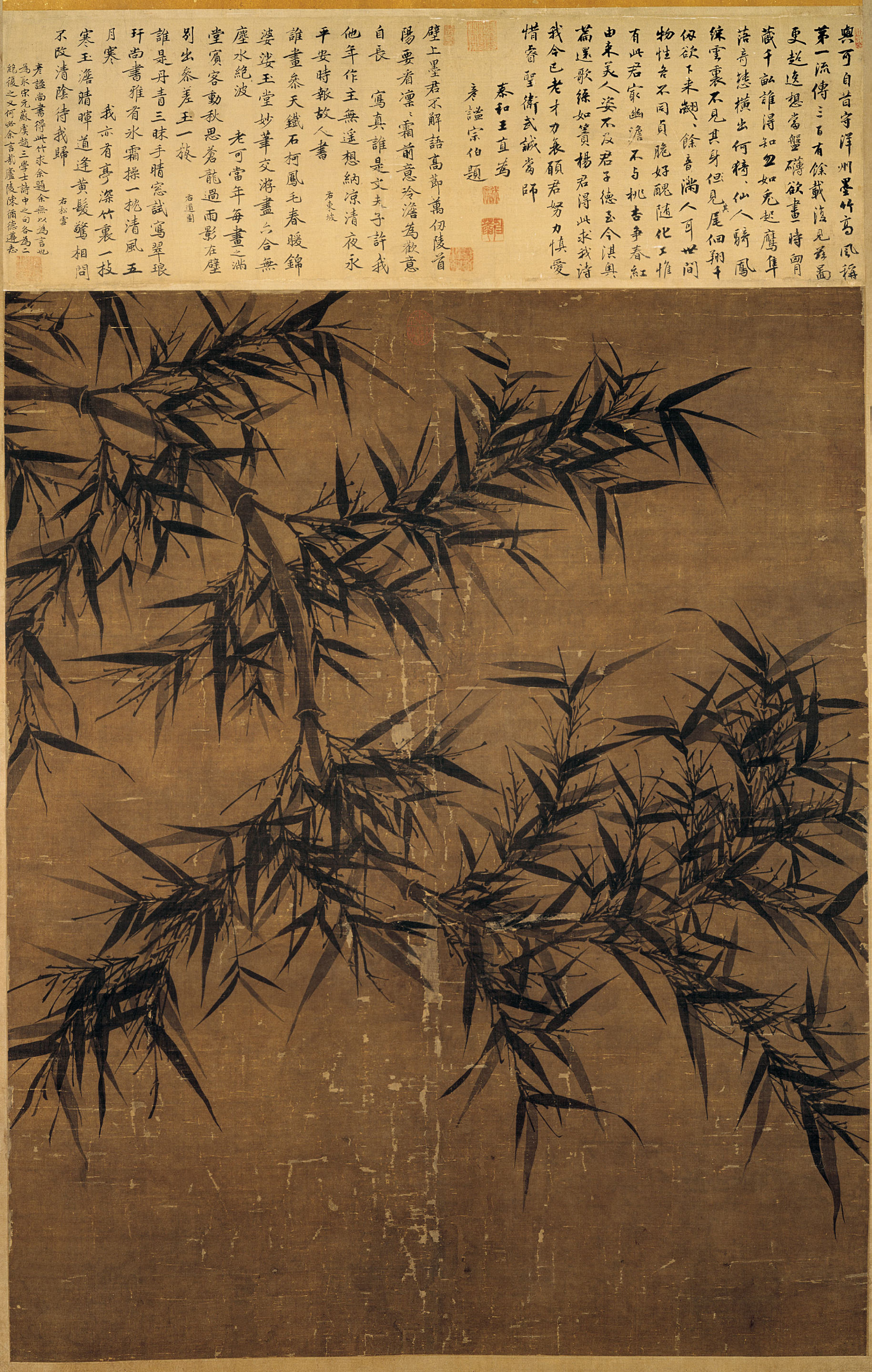
Bambou, Wen Tong(1018-1079), Song du Nord. Rouleau vertical, vers 1072, encre sur soie, 132,6 × 105,4 cm. National Palace Museum, Taipei.
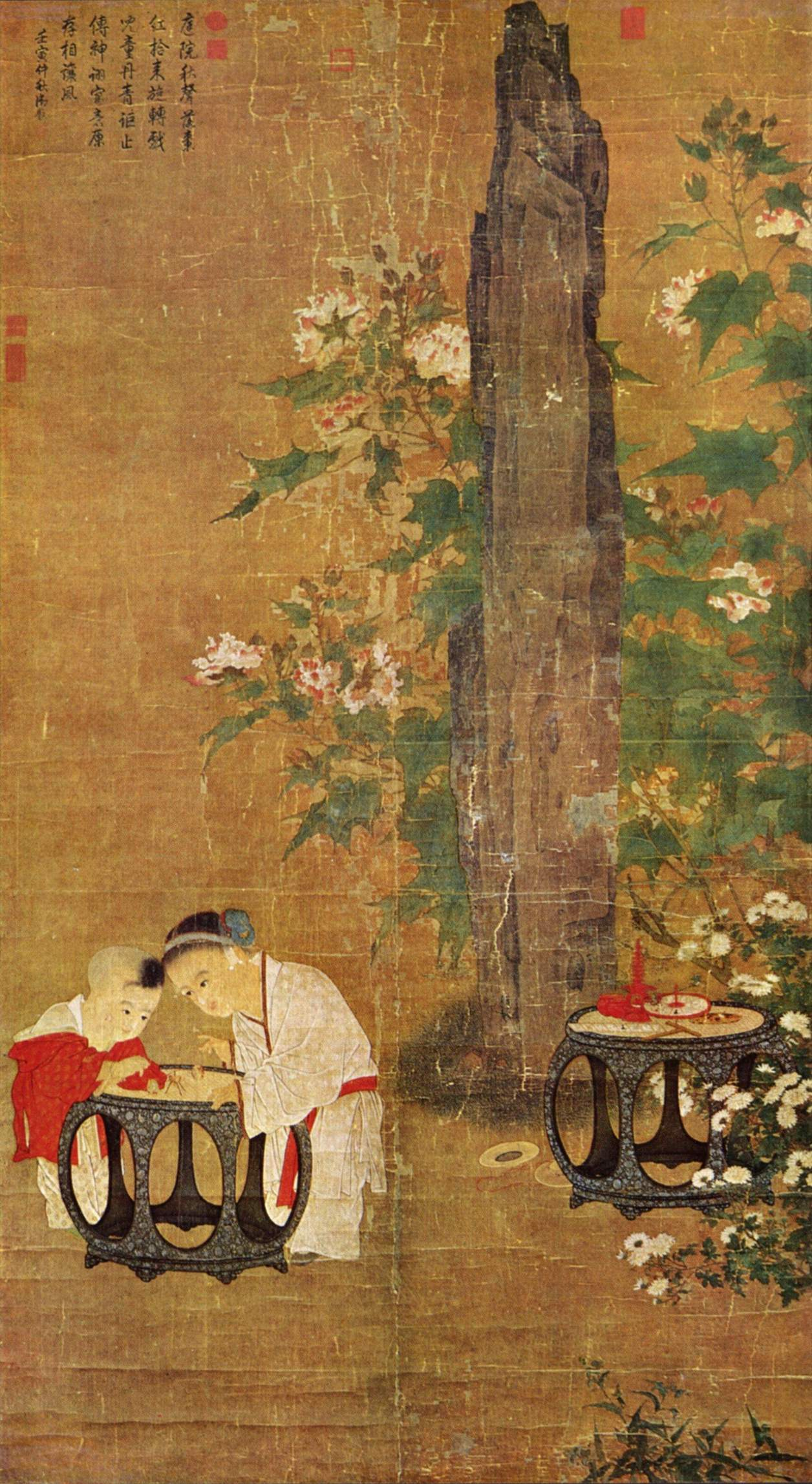
Jeux d'enfants en automne, Su Hanchen, 1150, rouleau vertical, couleurs sur soie, 197,5 × 108,7 cm. National Palace Museum, Taipei.
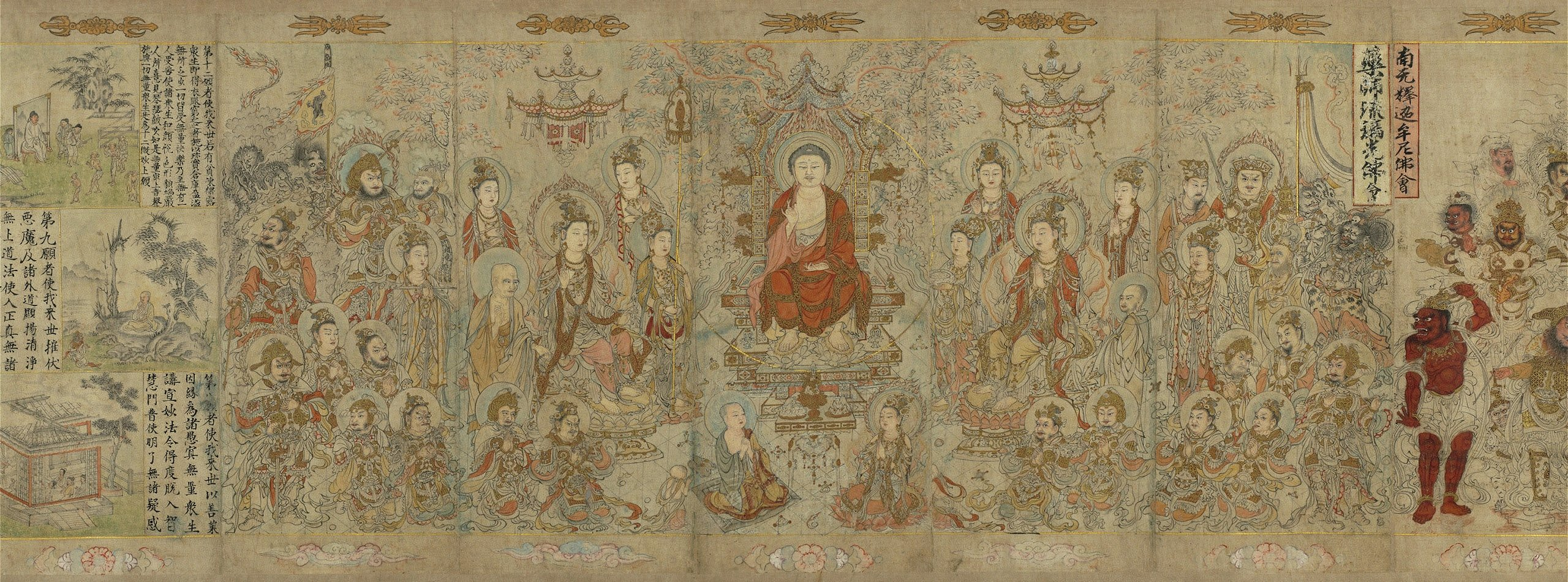
L'enseignement de Bouddha Sakyamuni, Zhang Shengwen. 1173-1176. Rouleau vertical, encre et couleurs sur soie, h: 30cm. National Palace Museum, Taipei.
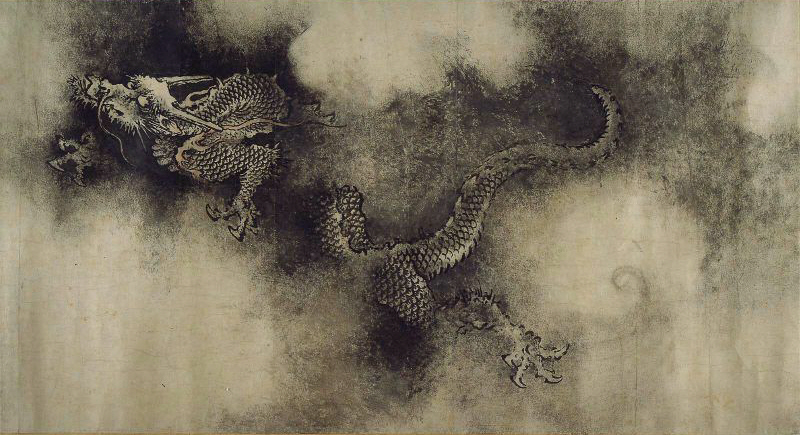
Un des Neuf dragons, Chen Rong, 1244, détail d'un rouleau horizontal, encre et rehauts de rouge sur papier, 46,3x1096,4cm. Boston, Museum of Fine Arts, Francis Gardner Curtis Fund.
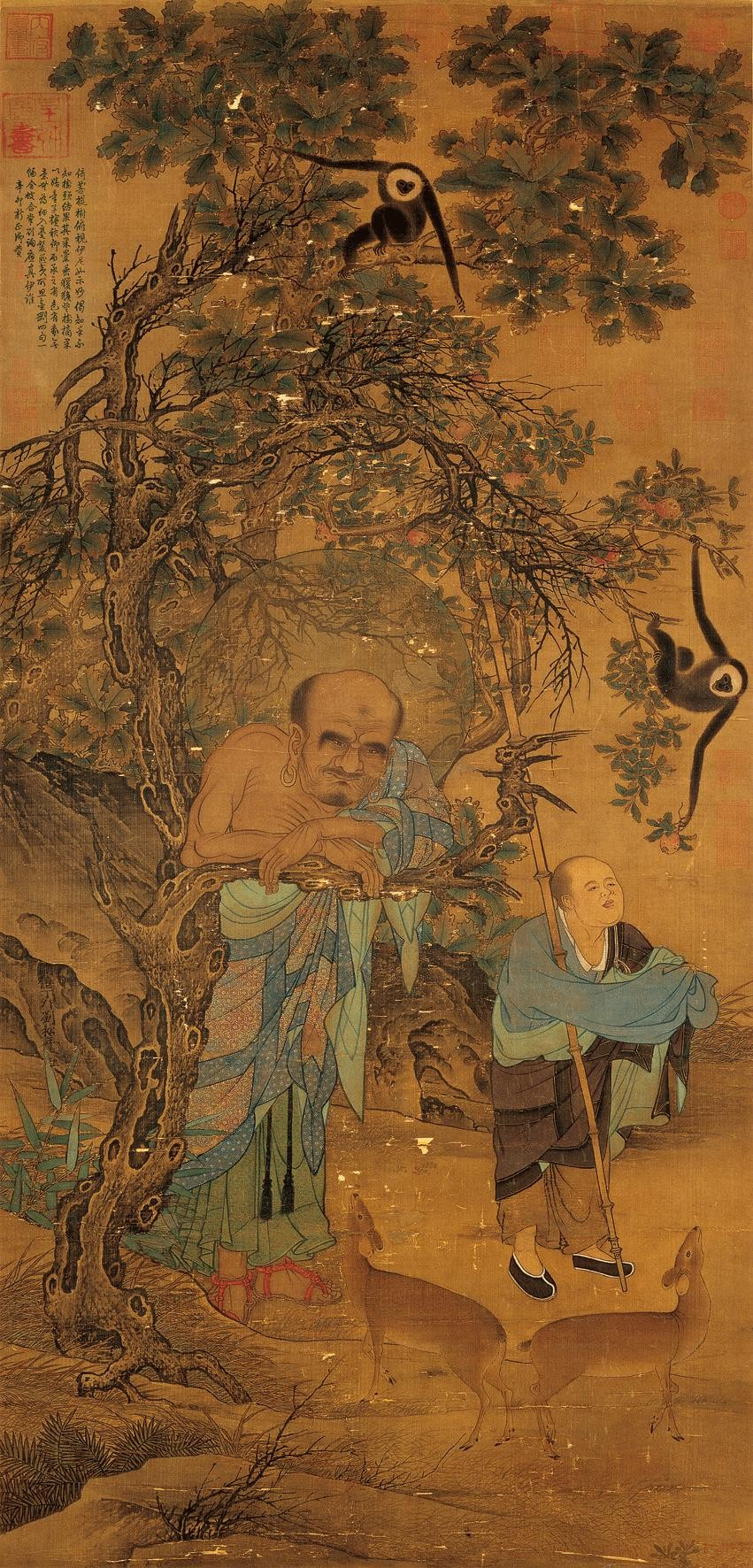
Peindre un "luohan"("Hua luohan") (aussi : L'Arhat Luohan, un disciple et un singe, attribué à Liu Songnian, 1207, encre et couleurs sur soie,117,4 × 56,1cm. National Palace Museum, Taipei.
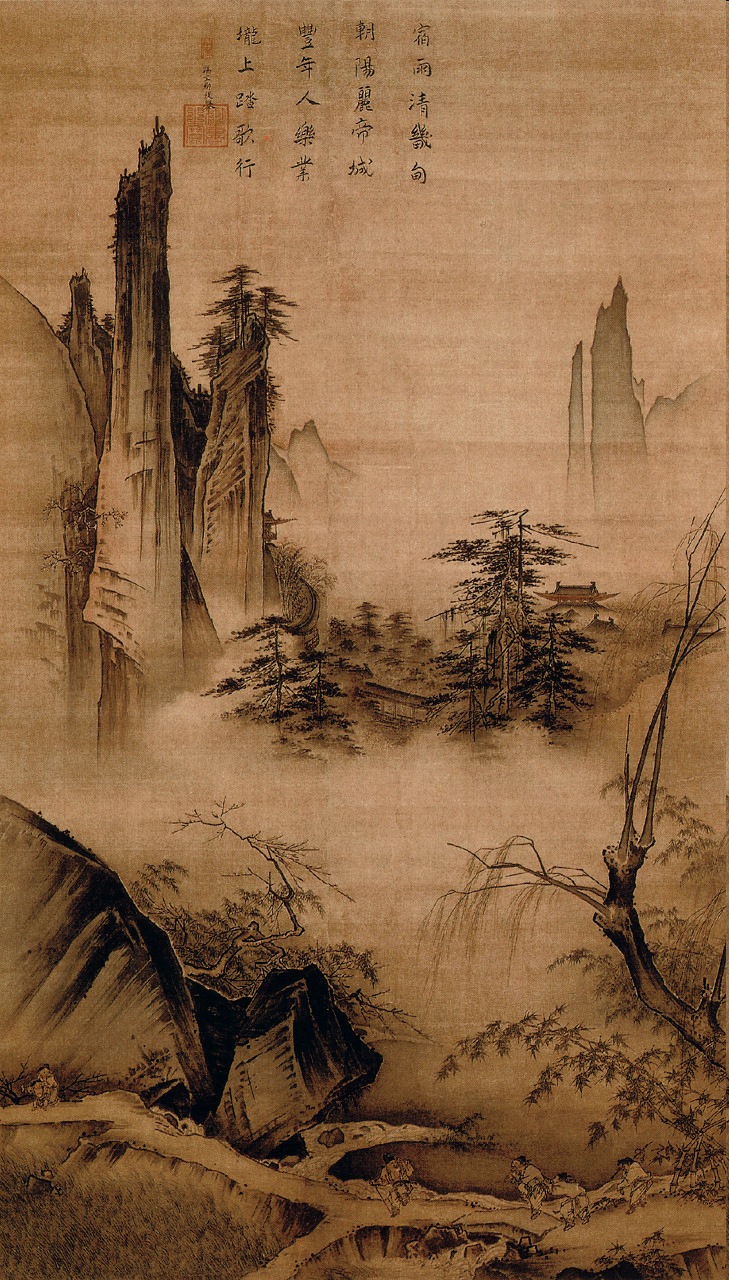
Le chant des premières pousses (Dansant et chantant- Paysans, de retour du travail), Ma Yuan, début du XIIIe, rouleau vertical, encre et couleurs sur soie, 191,8 × 104,5 cm. Palace Museum, Beijing.
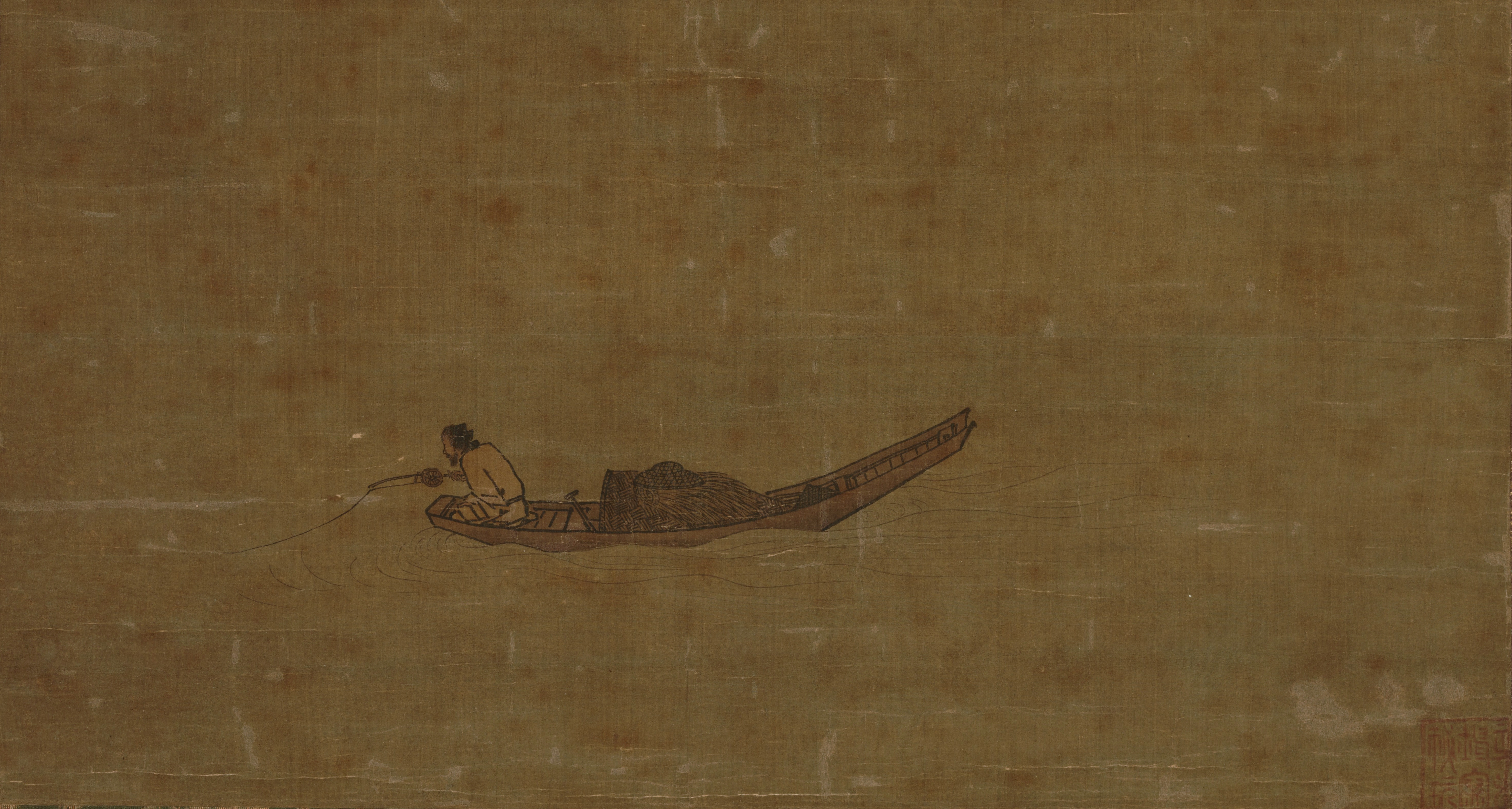
Pêcheur solitaire sur le fleuve en hiver, Ma Yuan, 1195, Song du Sud, rouleau vertical, soie, 141 × 36cm. Tokyo National Museum.
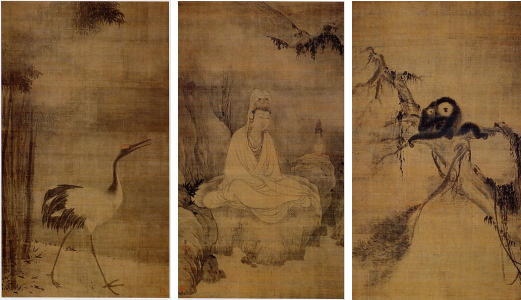
Guanyin en robe blanche, grue et gibbons, Muqi Fachang, rouleaux muraux, encre sur soie. Chacun 173,9x98,8cm. Daitokuji, Kyôtô.
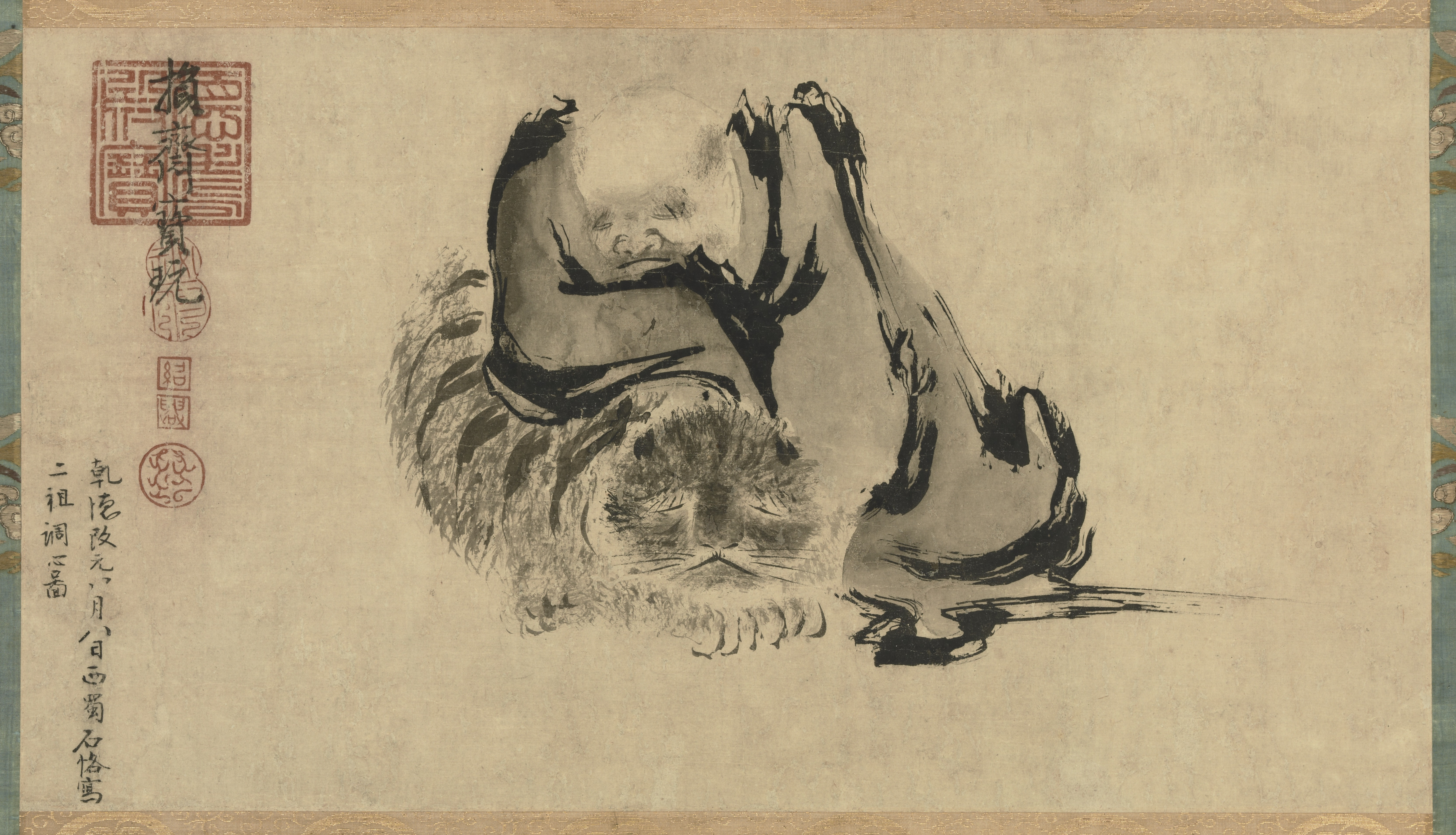
Che-K'o (Shi Ke) attribution. Un patriarche du chan en méditation. Song du sud, XIIIe siècle[N 1]. Rouleau vertical, encre sur papier, H. 35,5 × L. 64,5 cm. Musée national de Tokyo .
Un immortel, à l'encre éclaboussée (Pomo xianren), Liang Kai (actif début XIIIe) Song du Sud, encre sur papier, feuille d'album, 48,7 × 27,7cm. National Palace Museum, Taipei.

### Galerie de céramiques

Céramiques
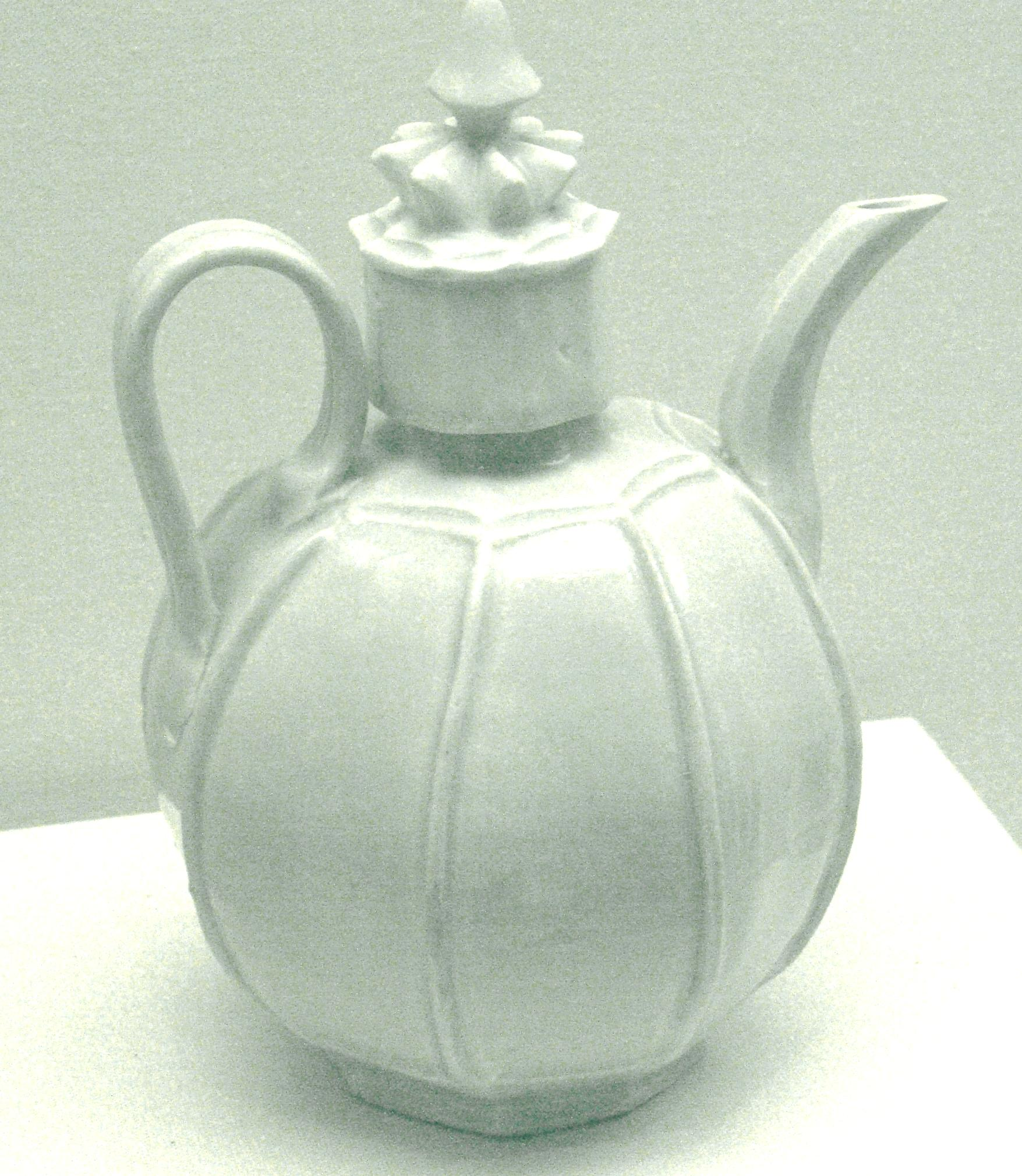
Théière de la dynastie Song dans le style Qingbai, de Jingdezhen.
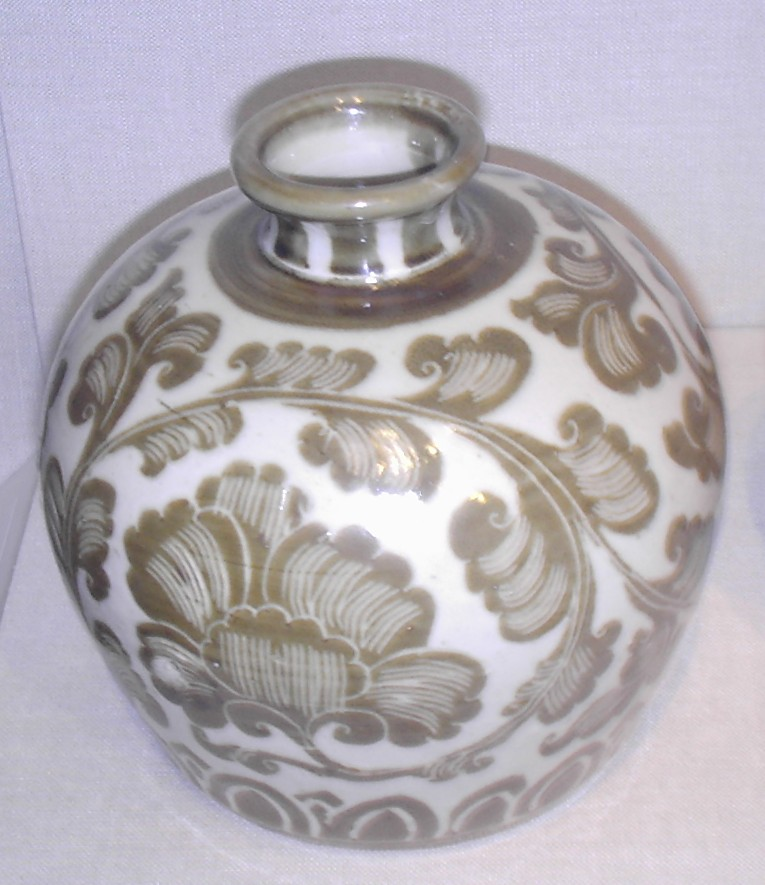
Bouteille en porcelaine de style Ding de la période de la dynastie Song, XIe siècle.
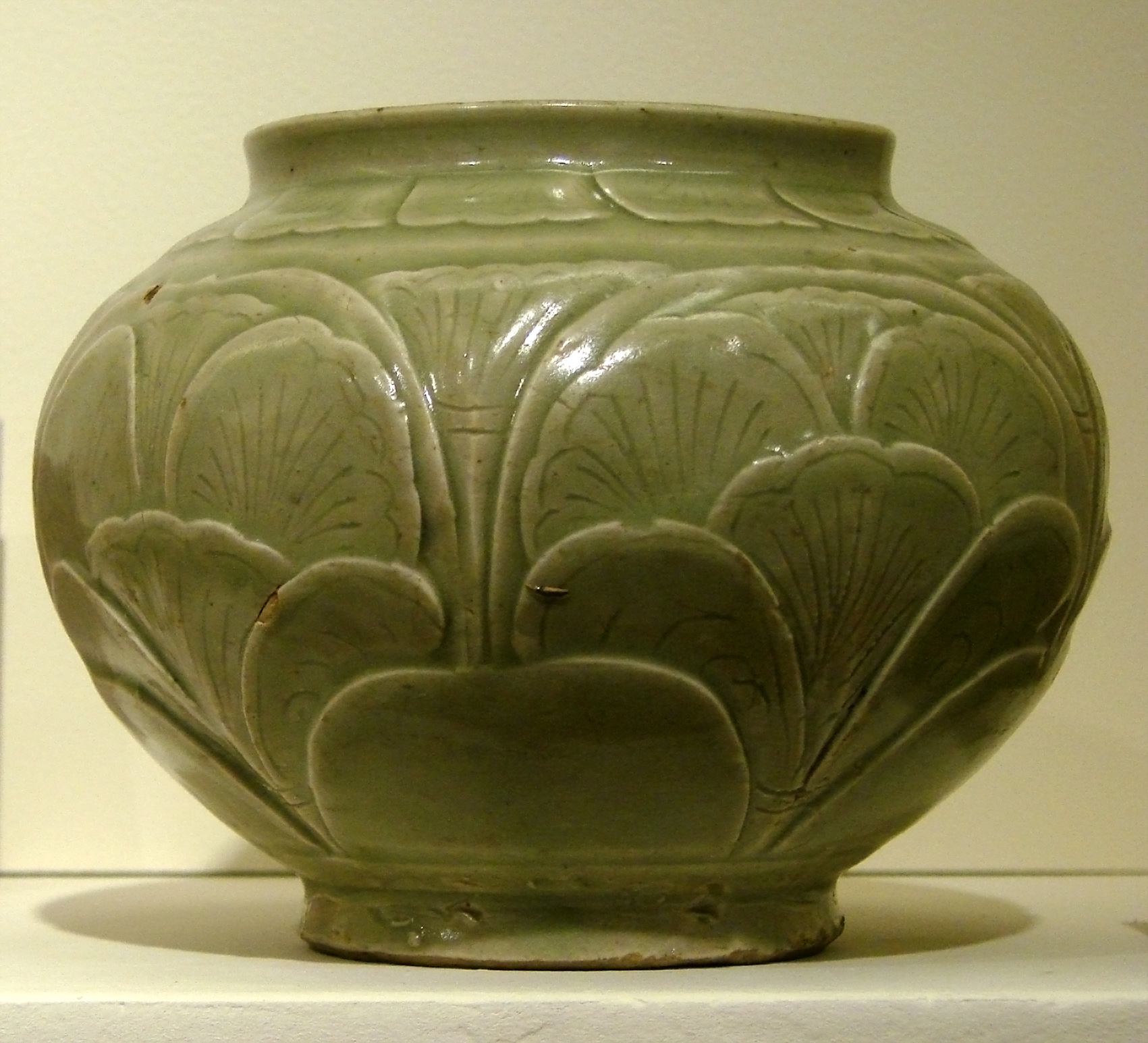
Jarre en grès et céladon de Yaozhou dans la province du Shaanxi, XIe ou XIIe siècle.
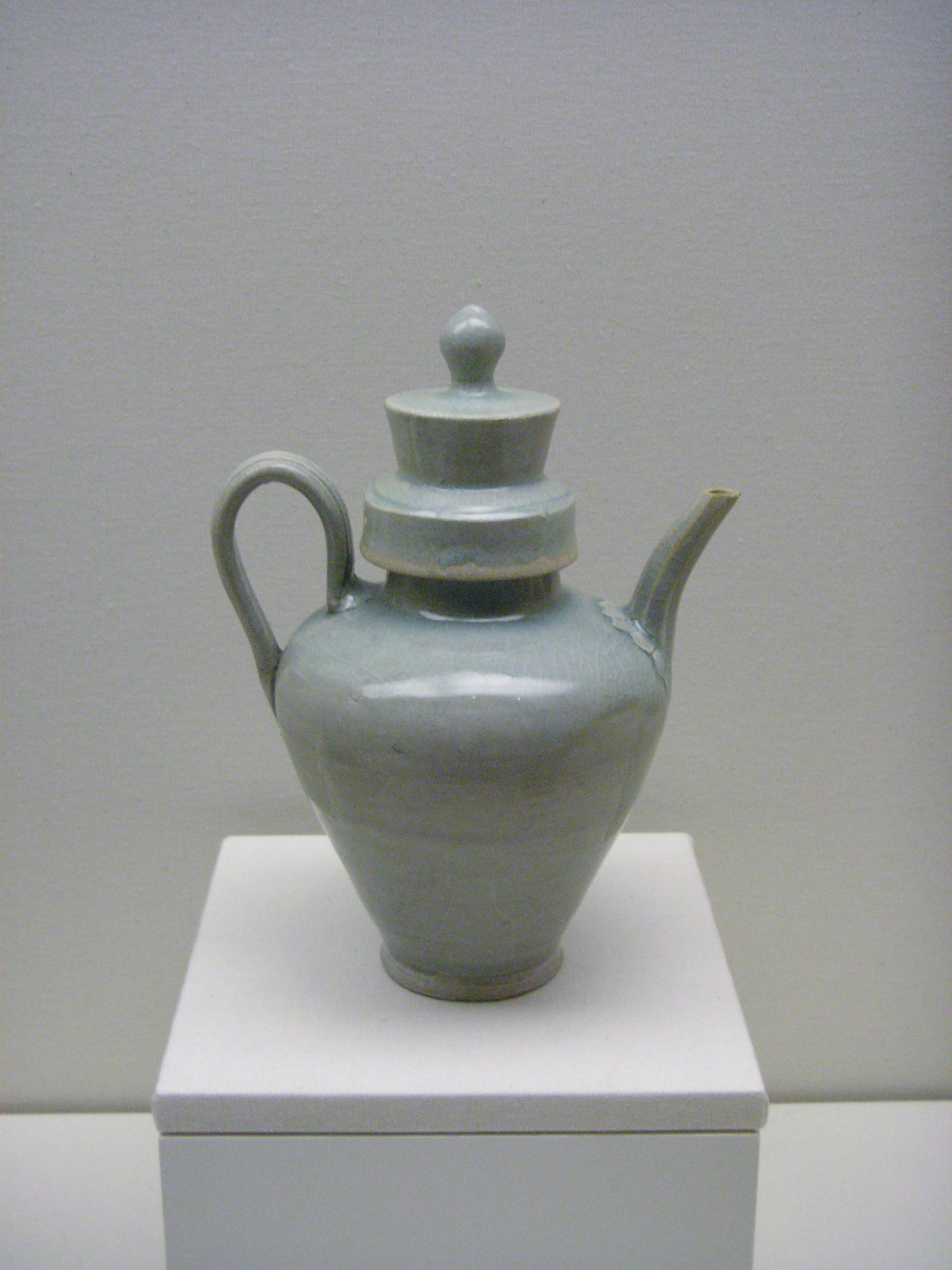
Vase en pierre avec un vernis vert, dynastie des Song du Nord, Xe ou XIe siècle.
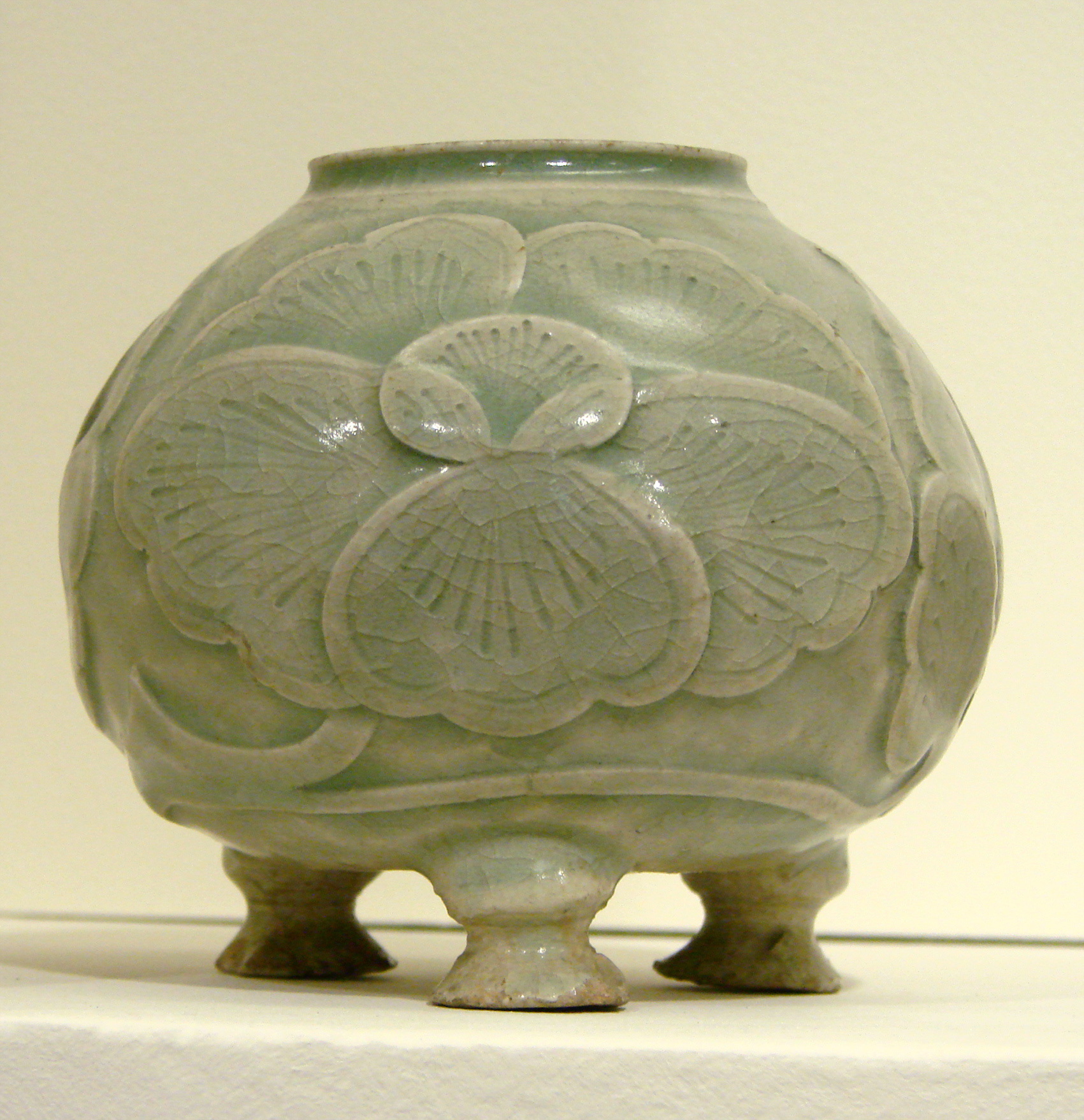
Petit pot tripode, en grès gris à couverte céladon, décor découpé et gravé, de Yaozhou dans la province du Shaanxi, daté de la fin du Xe siècle.
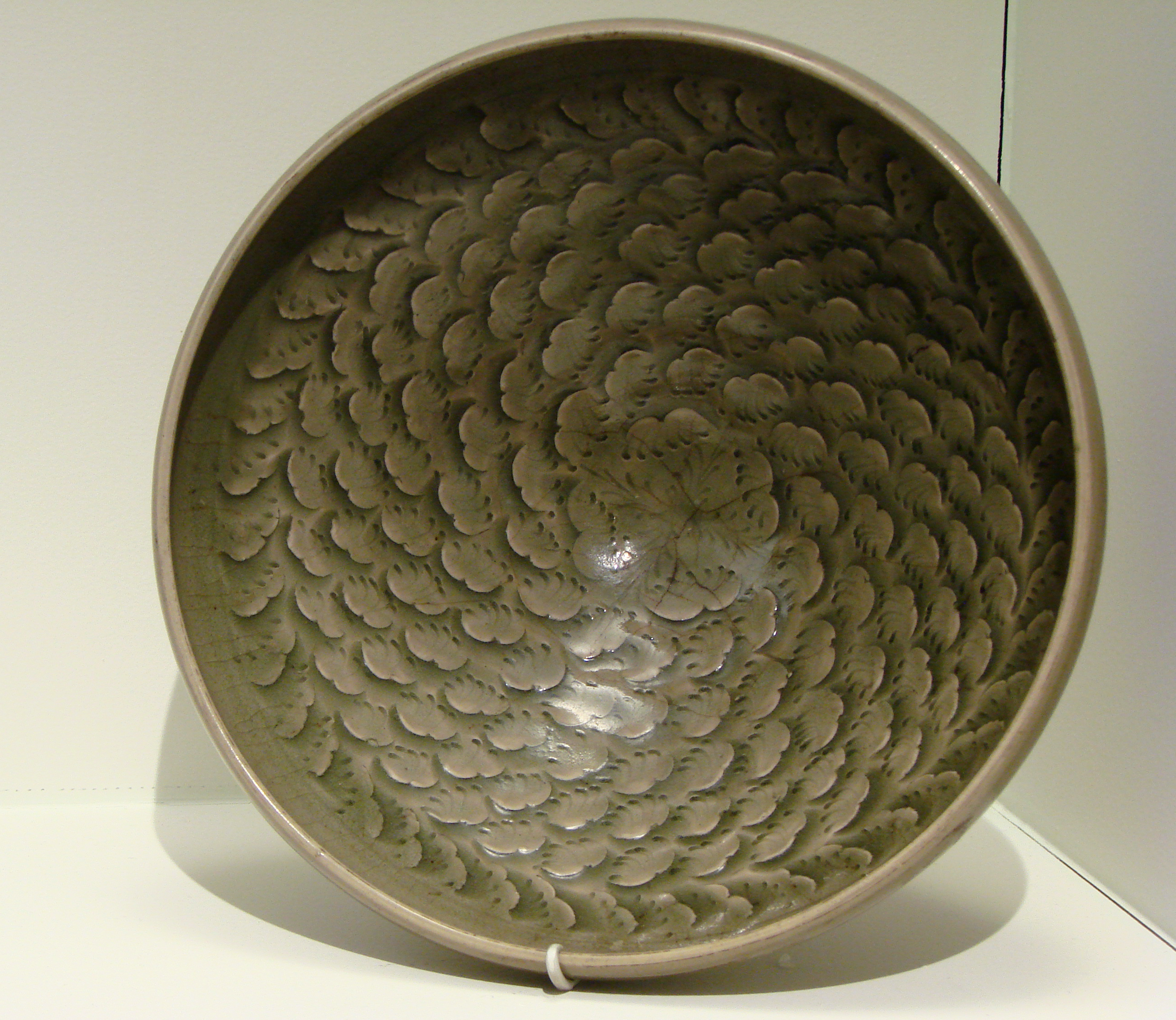
Bol, grès gris à couverte céladon, décor découpé à motifs de pivoines. Chine du Nord, Shaanxi, Yaozhou, dynastie des Song du Nord, XIe - XIIe siècle.
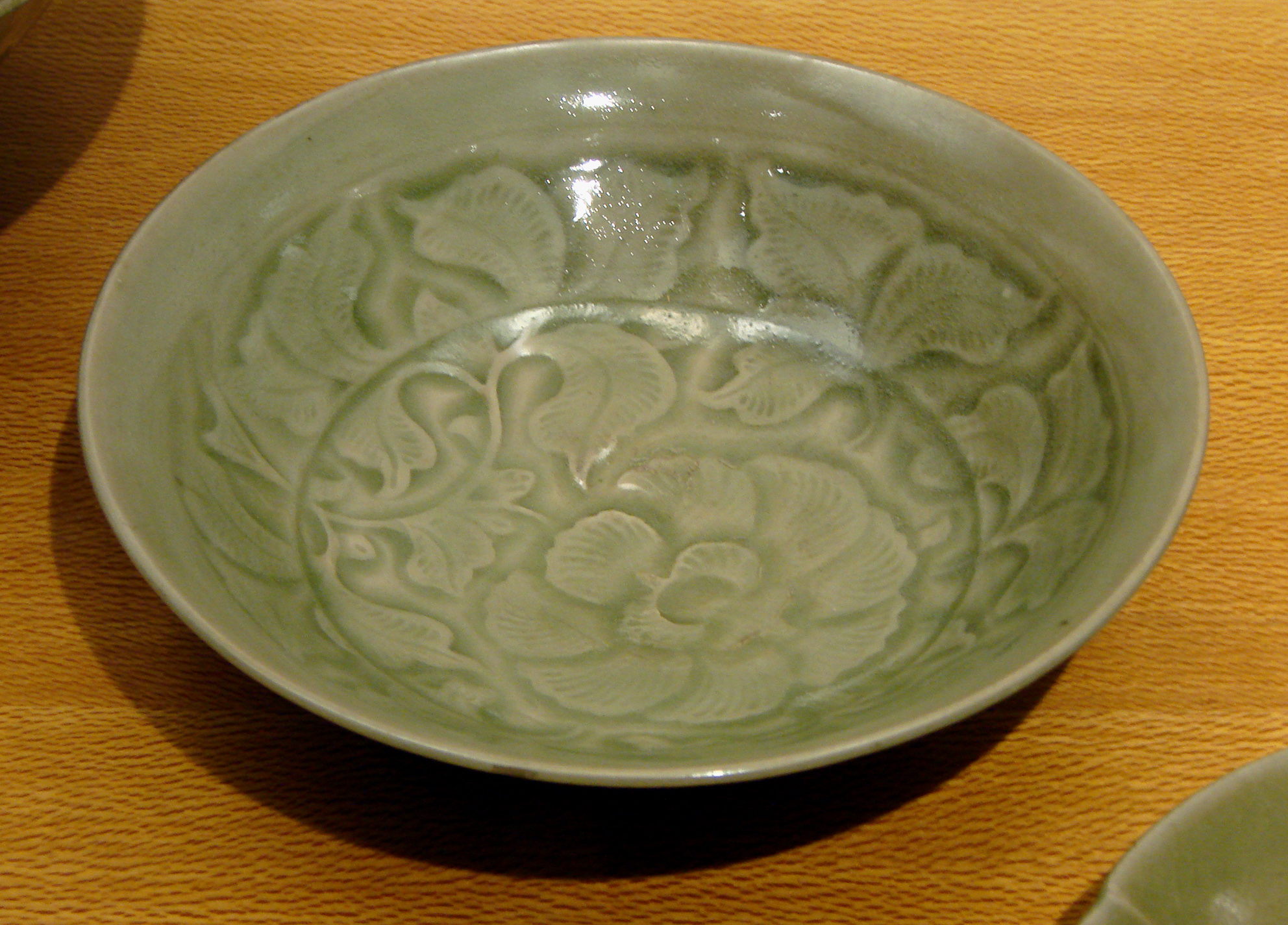
Coupe, grès de type céladon, décor incisé et moulé. Chine du Nord, Shaanxi, Yaozhou, dynastie des Song du Nord, Xe - XIe siècle.
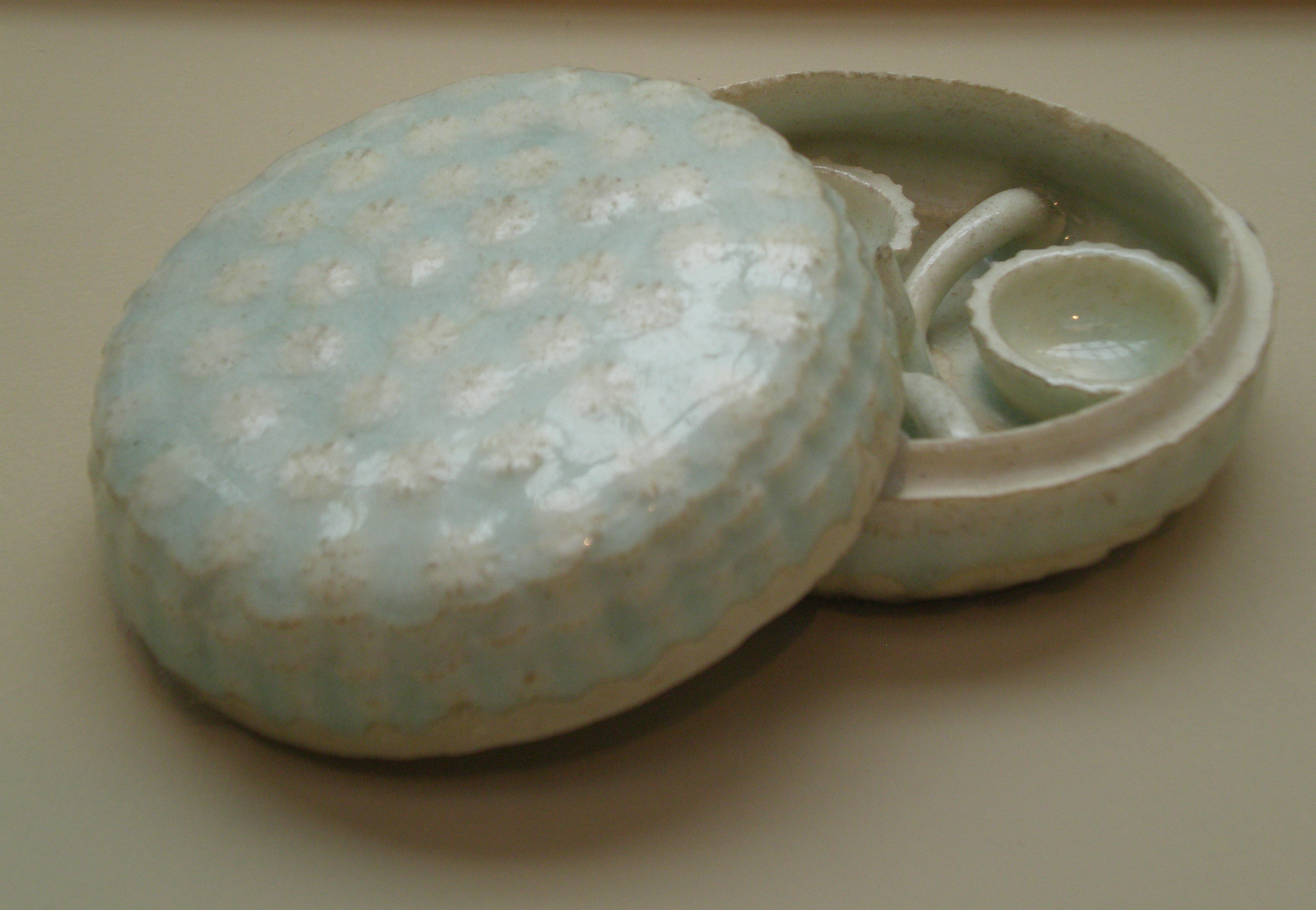
Boîte en céramique avec médaillons floraux.
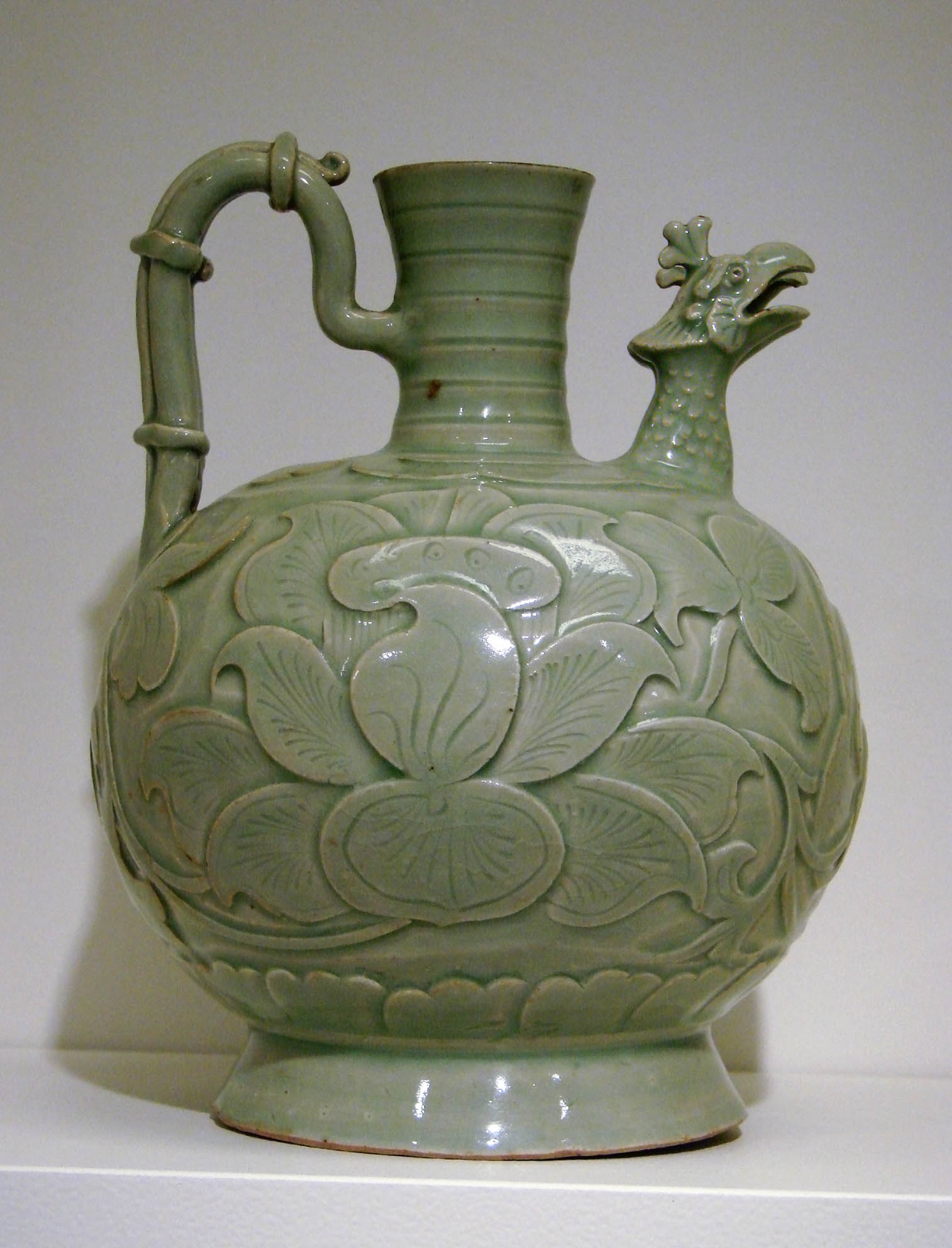
Verseuse à double bec verseur en forme de têtes de phénix, Chine du Nord, Shaanxi, Yaozhou. Fin des Cinq Dynasties, début de la dynastie des Song du Nord, seconde moitié du Xe siècle.
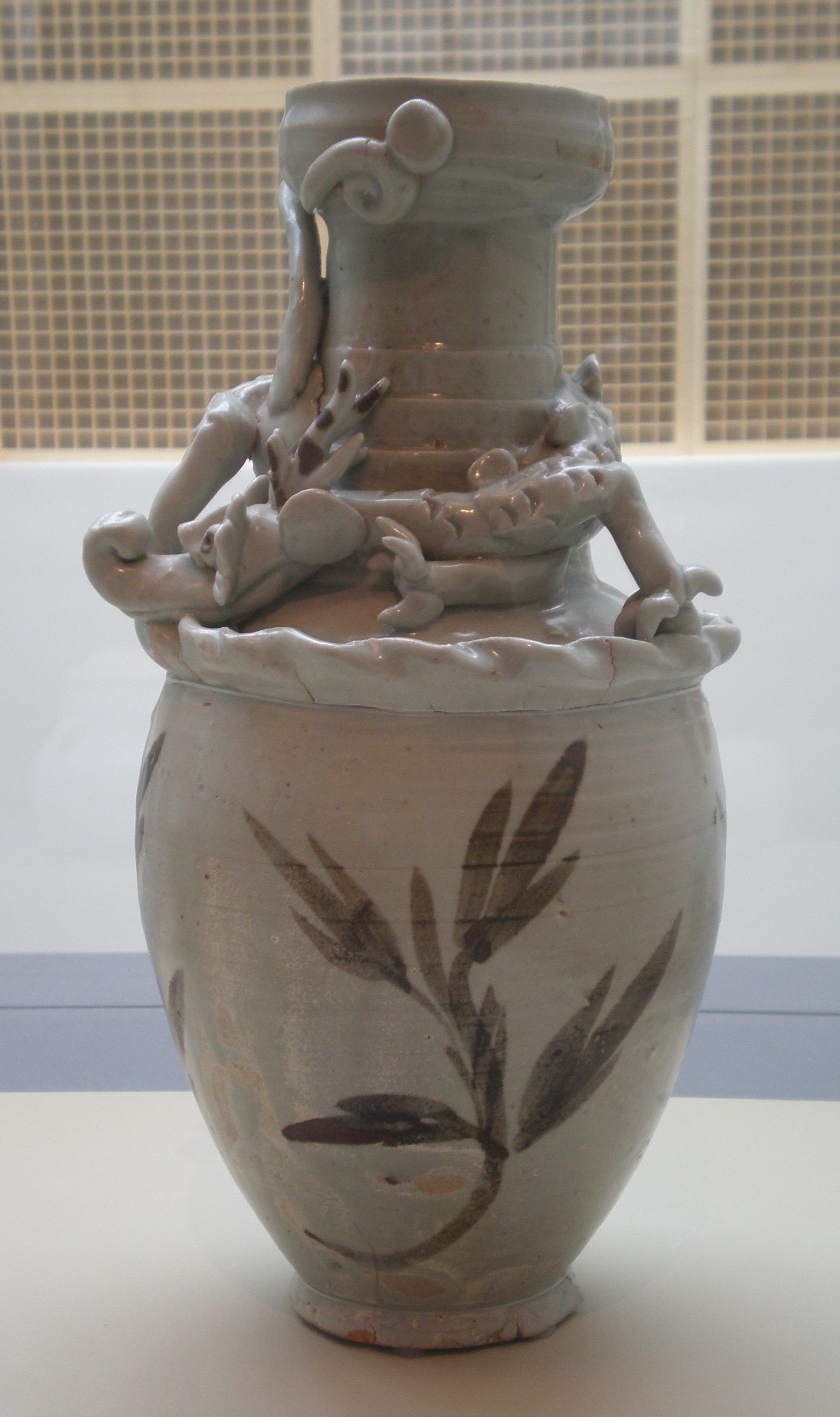
Vase de la dynastie des Song du Sud avec dessins de dragons et de fleurs.
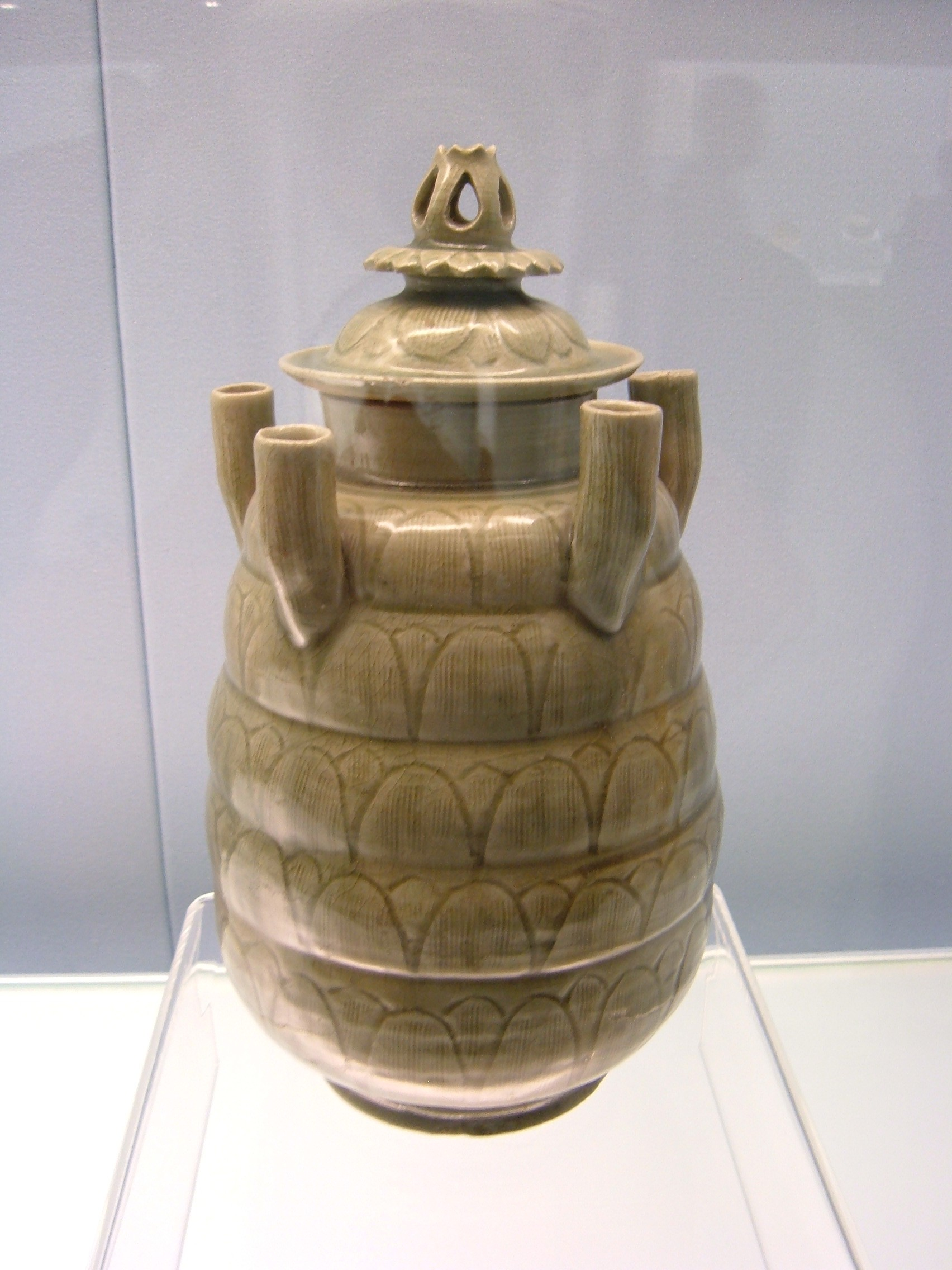
Jarre avec motifs de lotus, fabriquée en céladon de Longquan.
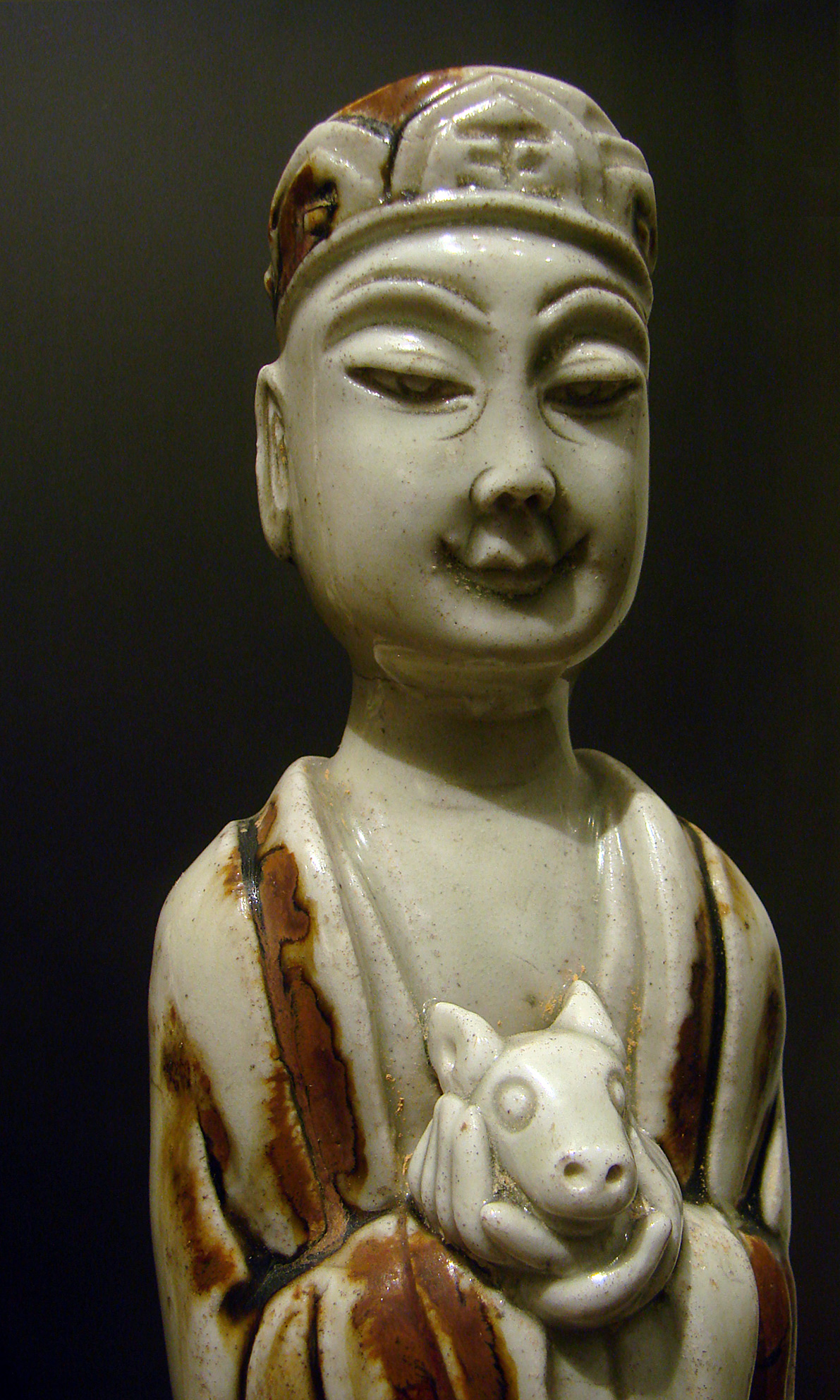
Figurine funéraire : personnification d'un signe du zodiaque. Chine du Sud, manufacture de Jingdezhen, dynastie des Song du Nord, XIIe siècle.
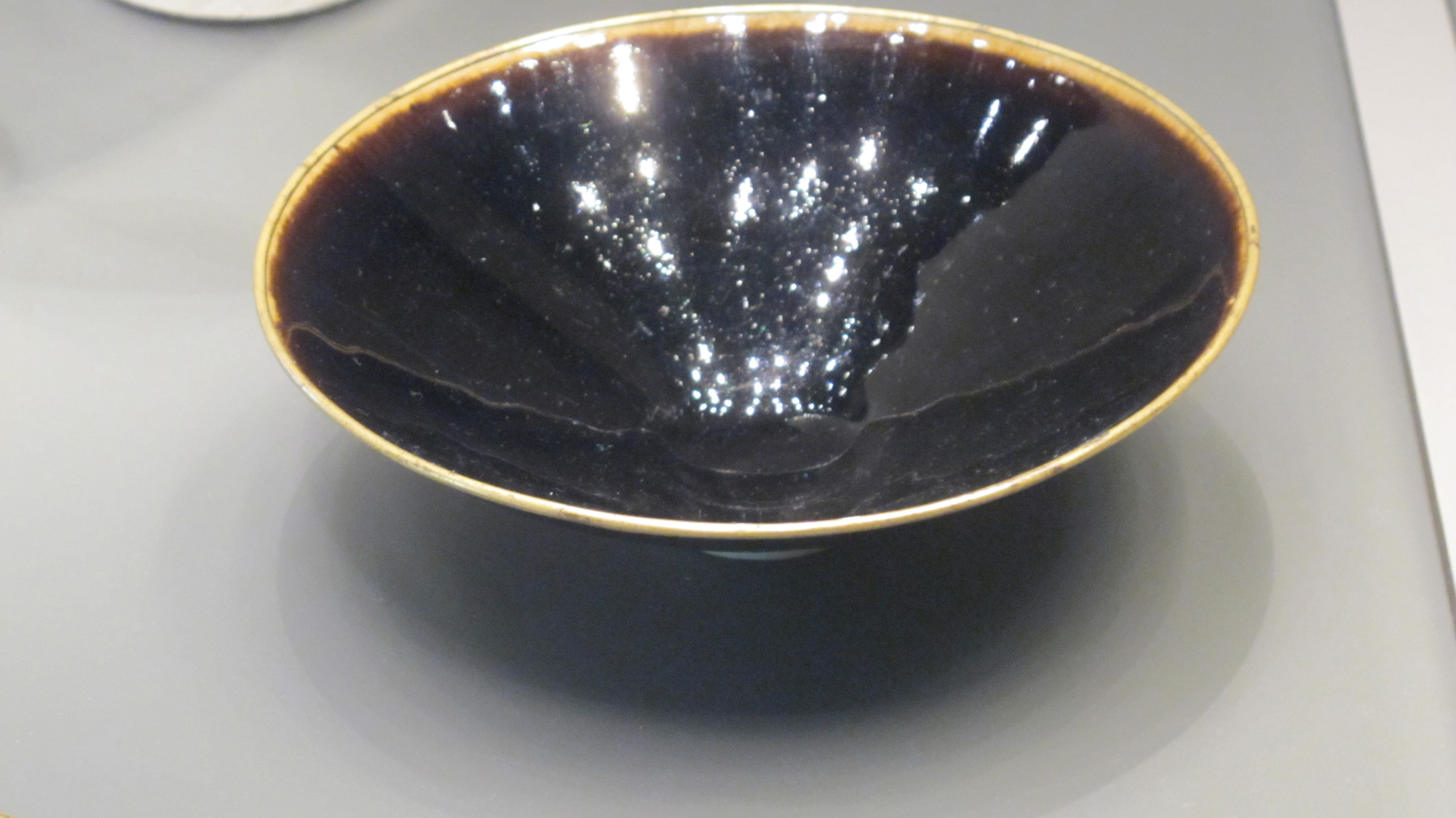
Bol à thé jian. Grès à couverte noire d'encre à effet moucheté. 1000-1127 Song du Nord. Quyang, Hebei province. Sir Percival David Collection, British Museum.
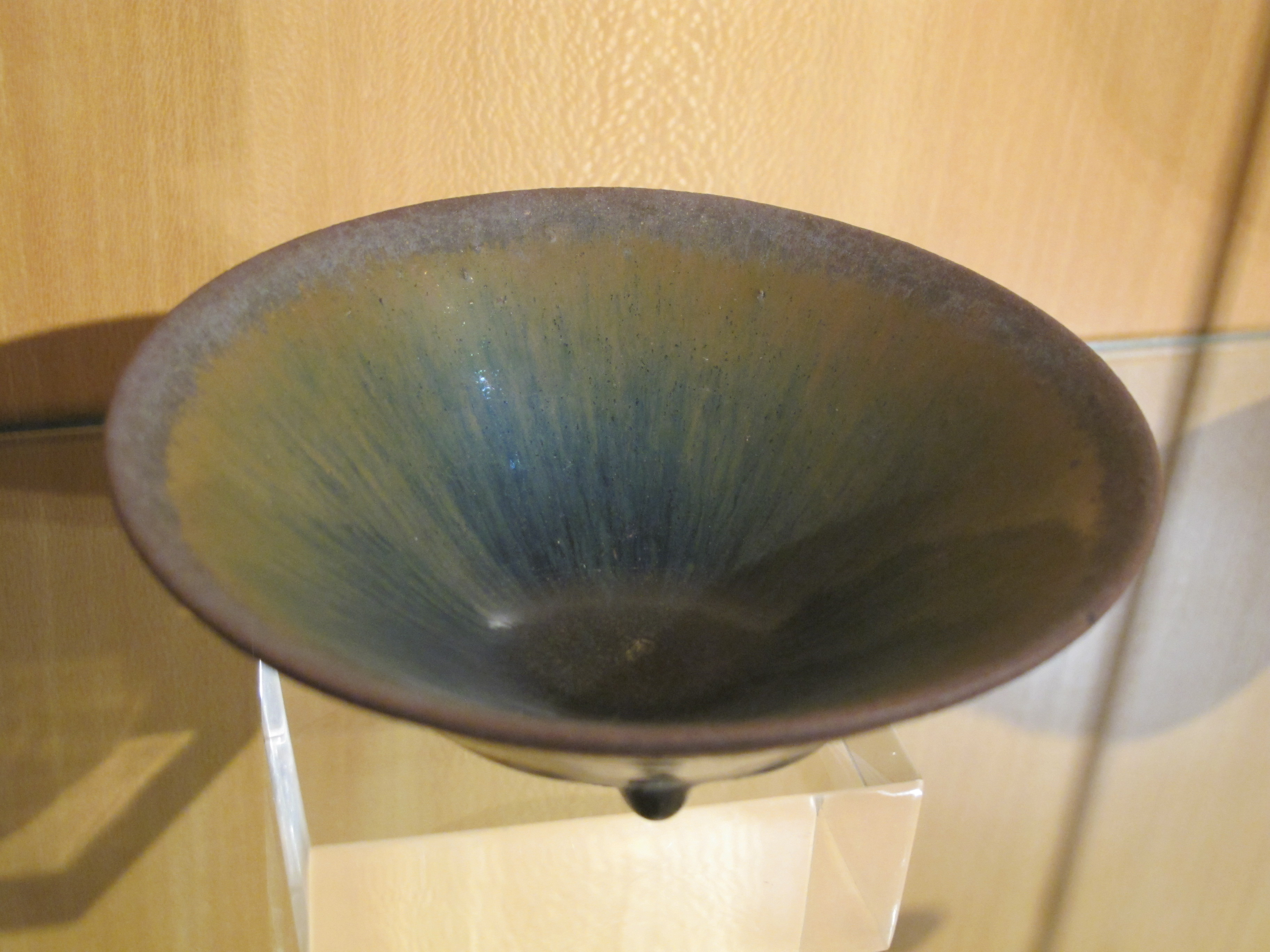
Bol à thé jian. Grès à couverte brune "fourrure de lièvre", temmoku (japonais). H 4,5 cm, d. ouv. 11,5 cm. Song du Sud. Utilisé par les moines chan des monts Tianmu au XIIIe siècle. Musée Georges-Labit, Toulouse.
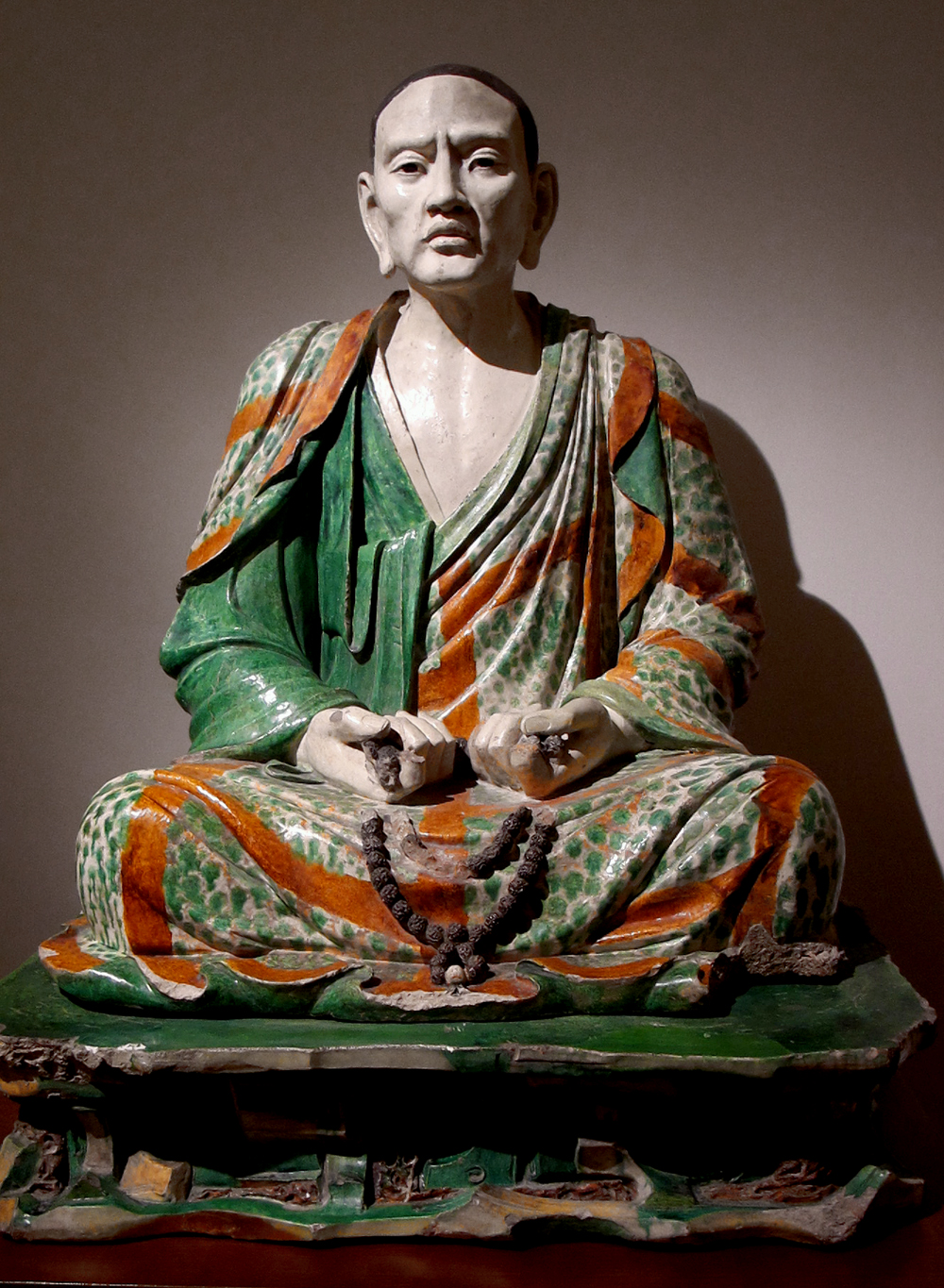
L'arhat Tamrabhadra, célèbre pour ses talents de magicien (et magicien des âmes). Terre cuite à glaçure aux "trois couleurs", h 123cm. Chine du Nord, époque des Liao-Jin (Xe – XIIIe siècles). Musée Guimet.

## Poésie et littérature

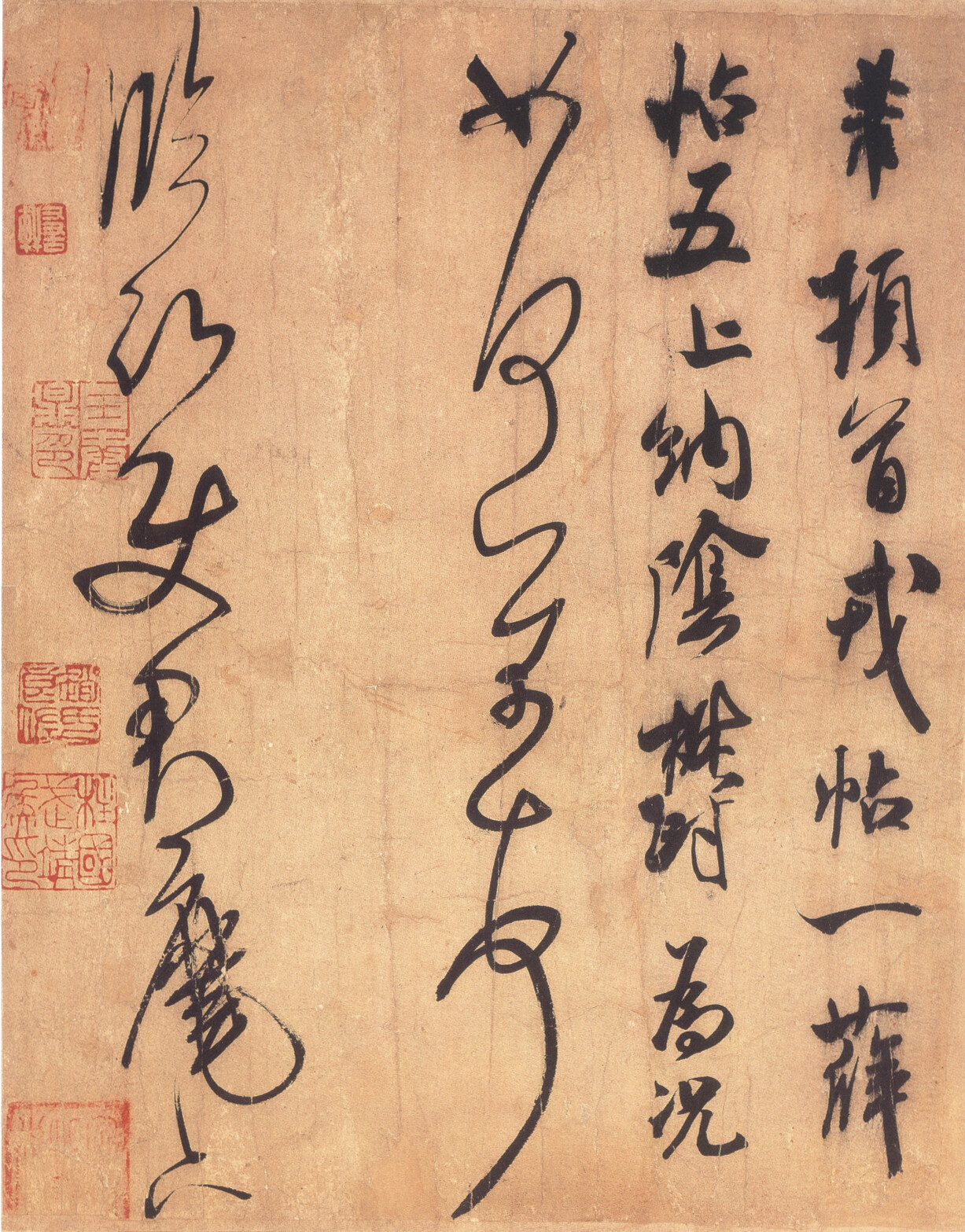
Calligraphie chinoise de plusieurs styles écrits par le poète de la dynastie Song, Mi Fu (1051-1107).

La littérature chinoise durant la période Song contient une large panoplie de différents genres et est enrichie par la complexité sociale de la période. Durant la dynastie Tang, la poésie chinoise est considérée comme un art majeur en Chine. Durant cette période, le monde chinois a vu apparaître des poètes majeurs tels Du Fu, Li Bai, Bai Juyi, etc.). Continuant ce précieux héritage, la période Song engendre également certains grands poètes chinois. Parmi eux se démarquent Mei Yaochen (1002-1060), Su Shi (1037-1101), Mi Fu (1051-1107), ou encore une des premières poétesses chinoises, Li Qingzhao (1084-1151). Même si la poésie ci trouve ses origines sous la dynastie Liao, ce style de poèmes est bien plus populaire et répandu durant la dynastie Song. Il est d'ailleurs utilisé par beaucoup de poètes de cette époque. Ainsi, le Premier ministre de la cour, Fan Zhongyan (989-1052), le néoconfucianiste Ouyang Xiu (1007-1072), le grand calligraphe Huang Tingjian (1045-1105) et le général Xin Qiji (1140-1207) sont particulièrement connus pour leurs poèmes dans le style ci.
La principale avancée dans le domaine littéraire de cette époque réside dans la diffusion à grande échelle des œuvres grâce à la xylographie. Si les belles-lettres ne parviennent pas à tirer profit de cette avancée technologique, mis à part la poésie, les œuvres techniques connaissent un véritable essor avec les nouvelles techniques de reproduction.
L'historiographie dans la littérature trouve quant à elle une place importante durant la dynastie Song. En 1060, avec Song Qi, l'essayiste et historien Ouyang Xiu est responsable de la compilation du Nouveau livre des Tang, qui couvre l'histoire de la dynastie Tang. Le Premier ministre Sima Guang (1019-1086), l'ennemi politique de Wang Anshi (1021-1086), est à la tête d'une équipe d'érudits chargés de la compilation de l'énorme travail historique qu'est le Zizhi Tongjian. Ce livre, qui renferme l'histoire universelle, est terminé en 1084 et est composé de plus de 3 millions de caractères répartis dans 294 volumes. Il couvre les principaux thèmes et les nuances complexes de l'histoire chinoise de l'an -425, avec la période des Royaumes combattants, jusqu'à la chute de la dynastie Tang à la fin du Xe siècle,. En 1189, il est compilé et condensé en cinquante-neuf livres par Zhu Xi (1130-1200). Cependant, son projet n'est terminé par ses élèves qu'après la mort de Zhu en 1200. Le développement de ce genre littéraire est à l'origine également de l'apparition de l'archéologie et de l'épigraphie en Chine.

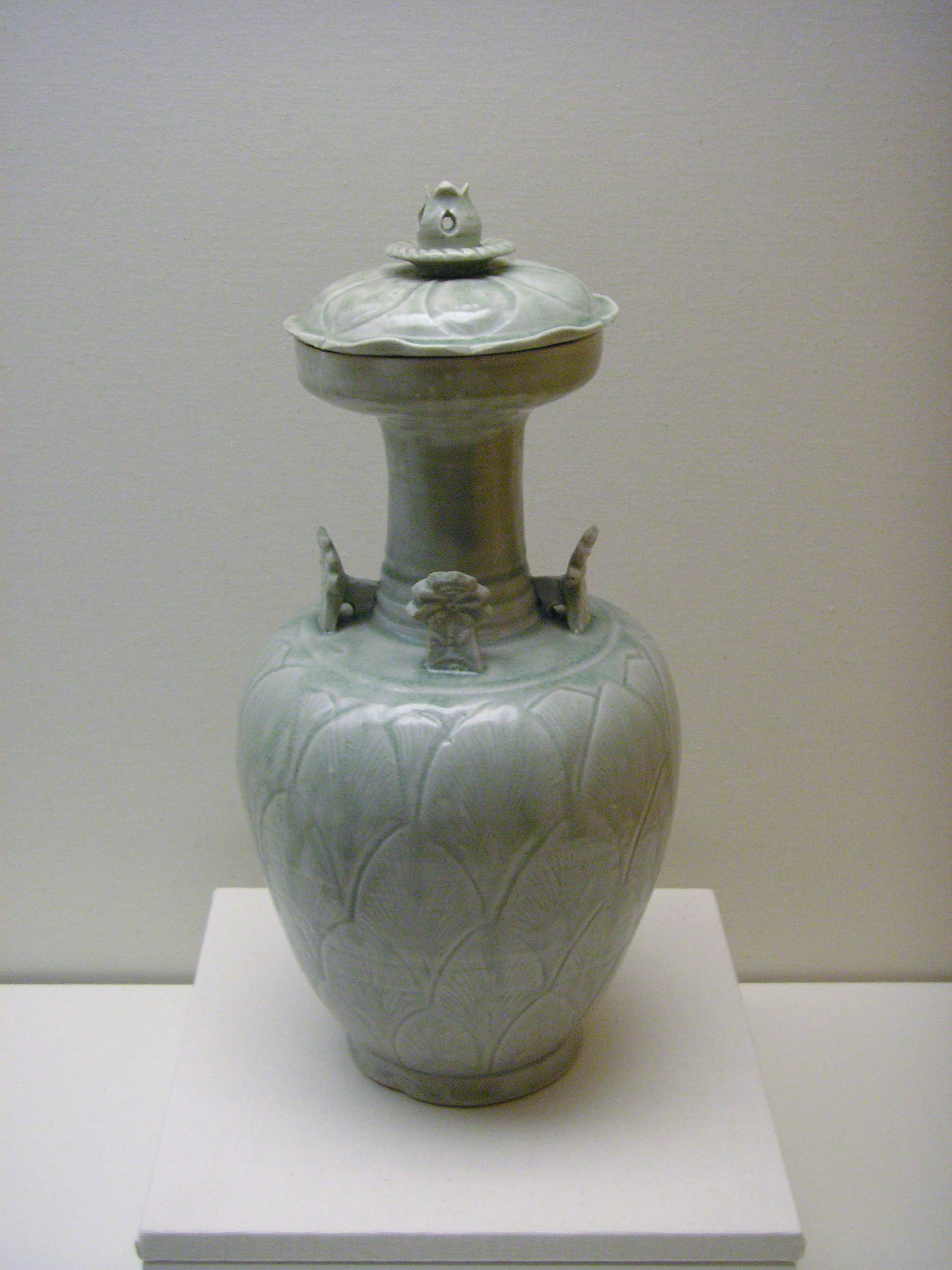
Vase et couverture funéraires en pierre dans le style de céladon de Longquan, province du Zhejiang, période des Song du Nord, ou XIe siècle.

La période Song est propice à l'écriture d'importants travaux encyclopédiques, tels que les Quatre grands livres des Song compilés pour la première fois par Li Fang au Xe siècle et édité en intégralité au XIe siècle. Le plus important de ces projets de compilation du savoir d'alors est l'édition du Cefu Yuangui et de ses 9,4 millions de caractères répartis dans 1 000 volumes. Des dictionnaires de rimes sont également écrits sous la dynastie Song, tels que le Jiyun en 1037. Bien que le néoconfucianisme prenne le pas sur le bouddhisme en Chine durant cette époque, il se retrouve un certain nombre d'ouvrages bouddhistes datant de la dynastie Song. Par exemple, la collection de Kōans du bouddhisme zen dans Le Recueil de la falaise bleue en 1125 est permise par Yuanwu Keqin (1063-1135). La littérature du voyage (youji wenxue) est également un genre populaire de la littérature de cette période. Ce type de livres reprend les expériences de voyages de l'auteur, qui sont souvent écrites dans des styles narratif et en prose. Parmi les auteurs de ce style de littérature, Fan Chengda (1126-1193) acquiert une certaine réputation. Un des ouvrages les plus connus dans ce genre littéraire est le Souvenirs de la Montagne de Cloche de Pierre de Su Shi (1037-1101).
La période Song compte également un nombre important d'écrits techniques et scientifiques. Les auteurs les plus éminents dans ces domaines sont Shen Kuo (1031-1095) et Su Song (1020-1101). Le premier publie son Mengxi Bitan en 1088. Il s'agit d'une importante encyclopédie qui couvre de nombreux domaines dont la littérature, l'art, la stratégie militaire, les mathématiques, l'astronomie, la météorologie, la géologie, la métallurgie, l'ingénierie, l'hydraulique, l'architecture, la zoologie, la botanique, l'agronomie, la médecine, l'anthropologie, l'archéologie, entre autres. Contemporain de Shen Kuo, Su Song est quant à lui à l'origine d'un atlas céleste comportant cinq cartes différentes du ciel. Il écrit en 1070 un traité pharmaceutique, le Ben Cao Tu Jing (Pharmacopée illustrée), qui aborde les sujets de la botanique, de la zoologie, de la métallurgie et de la minéralogie. Il est également l'auteur du traité d'horlogerie Xin Yi Xiang Fa Yao, en 1092, et dans lequel il décrit en détail le fonctionnement de sa tour horloge astronomique construite dans la capitale de Kaifeng,,,,. Si ces deux noms sont considérés comme les plus grands auteurs techniques dans leurs domaines à cette époque, il en existe beaucoup d'autres au sein des divers domaines de la société. Dans la production textile, le livre de Qin Guan de 1090, le Can Shu (Livre de sériciculture), décrit une machine de tissage de la soie qui incorpore pour la première fois une courroie dans son mécanisme. En agronomie, le Jiu Huang Huo Min Shu, un traité sur la prévention et la lutte de la famine, est édité par Dong Wei au XIIe siècle. Le Cha Lu (Traité de thé) est écrit par Cai Xiang en 1060. Enfin, Zhu Xi écrit en 1182 le Zhu Zi Cang Fa (Maître Zhu sur la gestion des greniers communaux),. Yue Shi (en 983), Wang Zhu (en 1051), Li Dechu (en 1080), Chen Kunchen (en 1111), Oyang Wen (en 1117) et Zhu Mu (en 1240) se distinguent en écrivant des ouvrages sur la géographie et la cartographie.
Alors qu'un certain nombre de dictionnaires géographiques locaux existent en Chine depuis le Ier siècle, la forme mature du genre, connue sous le nom de « traité de lieu », ou fangzhi, remplace l'ancien « guide de cartes », ou tujing. La principale différence entre les deux genres est que les fangzhi sont le produit d'initiative et de prise de décision locales, qu'ils sont détaillés et sont imprimés pour une large diffusion, alors que les tujing sont les résultats d'une décision ponctuelle du gouvernement central et sont moins précis. La généralisation de l'imprimerie à cette époque permet ainsi à beaucoup de personnes d'accéder à des ressources qui étaient auparavant disponibles uniquement à des experts, comme les textes imprimés et les manuels d'agriculture, d'éducation, de pharmacie et de médecine, d'économie domestique, de géographie, de divination et de rites taoïstes,.

## Arts de la scène

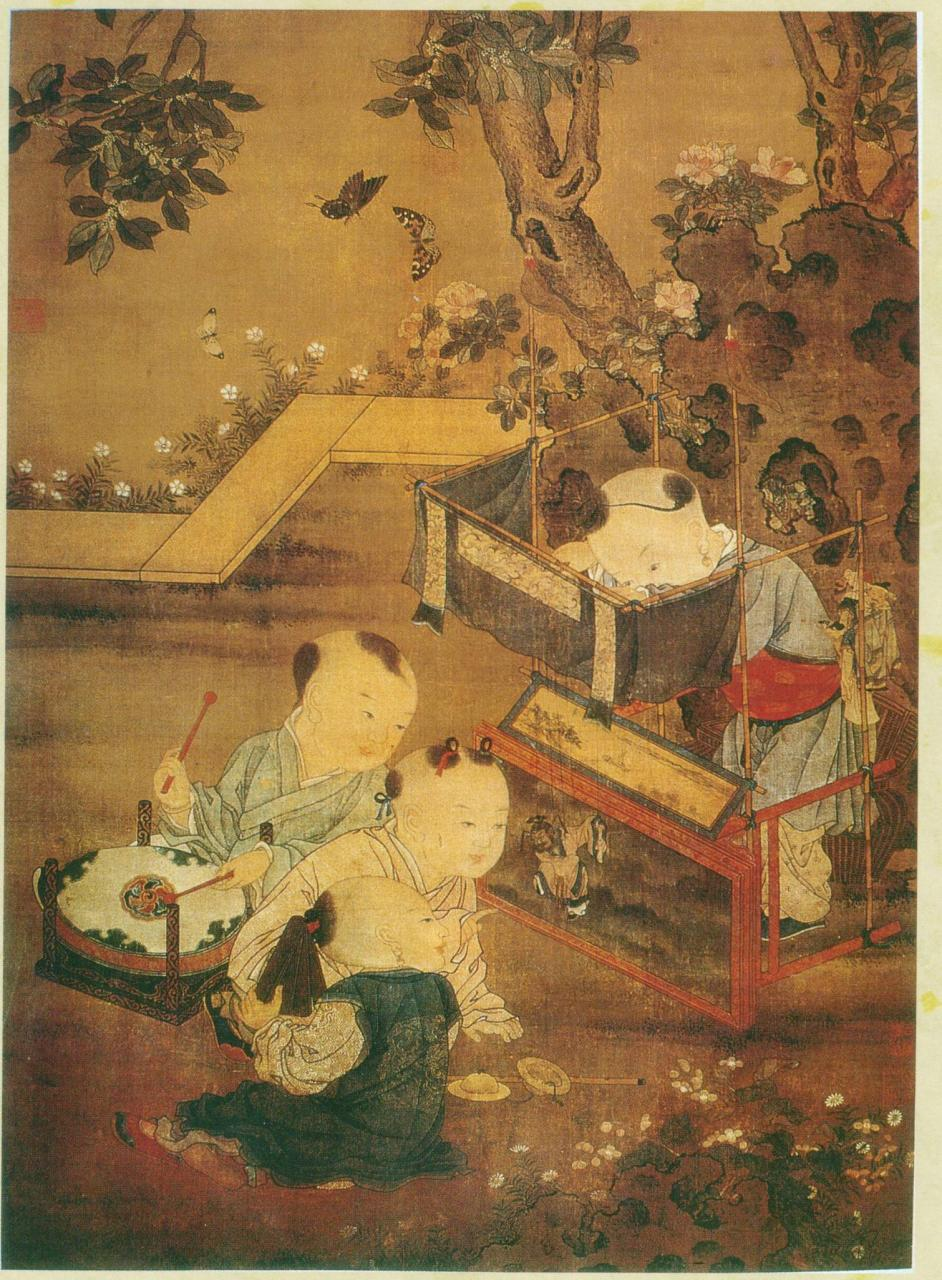
Spectacle de marionnettes pour enfants (傀儡婴戏图轴), peinture de Liu Songnian (刘松年 1174-1224).

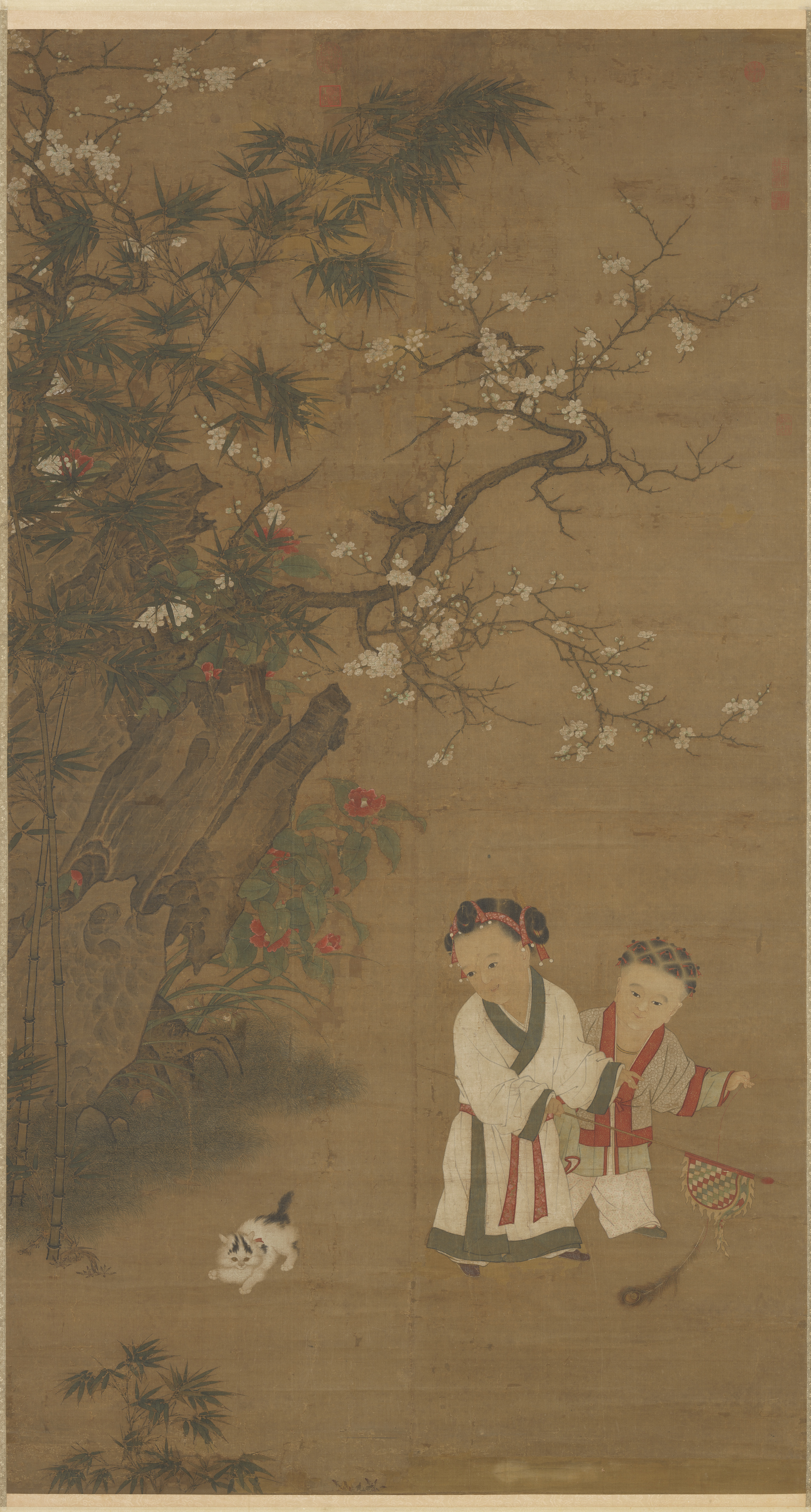
Peinture du XII par Su Hanchen ; une fille brandit une plume de paon comme celles utilisées au théâtre pour signaler le leader de la troupe d'artistes.

Le théâtre en Chine trouve ses origines à l'académie de musique du Jardin de perle, fondée au VIIIe siècle, durant la dynastie Tang. Toutefois, l'historien Stephen West affirme que la capitale Kaifeng des Song du Nord est le premier centre réel où l'art de la scène devient « une industrie, un conglomérat incluant le théâtre, le jeu, la prostitution et la nourriture ». L'augmentation de la consommation par les marchands et les fonctionnaires érudits, selon lui, « a accéléré la croissante des industries scéniques et alimentaires », affirmant un lien direct entre les deux à cause de leur proximité dans la ville. Parmi les quelque cinquante théâtres localisés dans le « district du plaisir » à Kaifeng, quatre d'entre eux sont assez grands pour accueillir plusieurs milliers de spectateurs chacun. Ils attirent des foules énormes de travailleurs. La plupart des spectateurs appartiennent à la classe sociale des marchands, alors que les fonctionnaires du gouvernement se rendent uniquement aux restaurants et assistent à des représentations théâtrales pendant leurs vacances.
Originaire de Kaifeng, le style théâtral zaju reprend les paroles poétiques du style beiqu. Après le déplacement de capitale à Hangzhou, le style théâtral xiwen (également appelé nanxi ou nanqu) se développe. Ces deux genres régionaux différents de théâtre musical utilisent des dialectes régionaux distincts et ont recours à leurs propres ensembles de rôles (juese) et différents types d'instruments de musique. Dans le style de Kaifeng, un chanteur est accompagné d'instruments à cordes et de percussions. À Hangzhou, les pièces rassemblent plusieurs chanteurs, accompagnés d'instruments à cordes et à vent.
La couleur et la tenue vestimentaires permettent de distinguer le rang des acteurs de théâtre durant la dynastie Song. Comme les marchands qui sont vêtus de tenues spécifiques qui permettent d'identifier l'appartenance à une guilde, les costumes des acteurs reflètent le type de rôle qu'ils tiennent sur scène, à savoir s'ils sont un étudiant, un jeune homme, une jeune femme, un soldat, un fonctionnaire, etc. Les acteurs aiguisent leurs compétences dramatiques dans des écoles de théâtre. Les musiciens peuvent quant à eux également trouver du travail dans l'industrie théâtrale, puisque les pièces jouées sur les places de marché sont souvent accompagnées de musique. Sur scène, les acteurs récitent leur texte en chinois classique, le baihua qui imite le mandarin, ce dernier n'étant introduit qu'à partir de la dynastie Yuan. Malgré l'usage de la langue classique, les troupes d'acteurs sont souvent considérées comme appartenant à la plus basse classe sociale de la société, celle des prostituées. Les thèmes joués peuvent aller de la satire de la corruption des fonctionnaires jusqu'à la comédie avec des titres de pièces tels que Mettre le feu en servant la soupe, Chahut dans la maison de vin, La Pivoine sent meilleur quand le vin est volé ou Attraper un singe dans un restaurant,. La seule pièce de style xiwen qui a survécu à la période des Song du Sud s'appelle Zhang Xie zhuang yuan (张協狀元). Elle raconte comment un clown vole de la nourriture et du vin à un banquet de mariage à l'acte 16 et comprend un court sketch comique sur la réservation d'une chambre dans l'acte 24.
Les acteurs professionnels n'ont pas le seul monopole des représentations théâtrales puisque les vendeurs et les colporteurs dans la rue, chantant des chansons lubriques et tapant sur divers objets en guise de percussions, attirent également les foules. Cette pratique est tellement répandue que Stephen West affirme que « la ville elle-même est une scène et que les citoyens sont les principaux spectateurs ». Beaucoup des chansons chantées sur scène sont en fait inspirées d'airs fredonnés par les marchands et les colporteurs. Des concours ont lieu le jour du Nouvel An chinois pour déterminer quel marchand ou colporteur possède le plus beau chant lorsqu'il vend ses marchandises. Les vainqueurs sont ensuite invités à une représentation devant la cour impériale. Le Wulin jiushi mentionne que ces vendeurs, une fois présentés aux consorts et concubines du palais, sont remerciés par des tas d'or et de perles, certains vendeurs devenant riches à la suite d'une seule performance. Des acrobaties sont également effectuées pour attirer l'attention de la foule. Par exemple, les vendeurs de boulettes de riz gluant frites font virevolter leur marchandise au bout de supports en bambous au rythme de tambours afin d'éblouir la foule. Les spectacles de marionnettes dans la rue sont également populaires.

## Fêtes

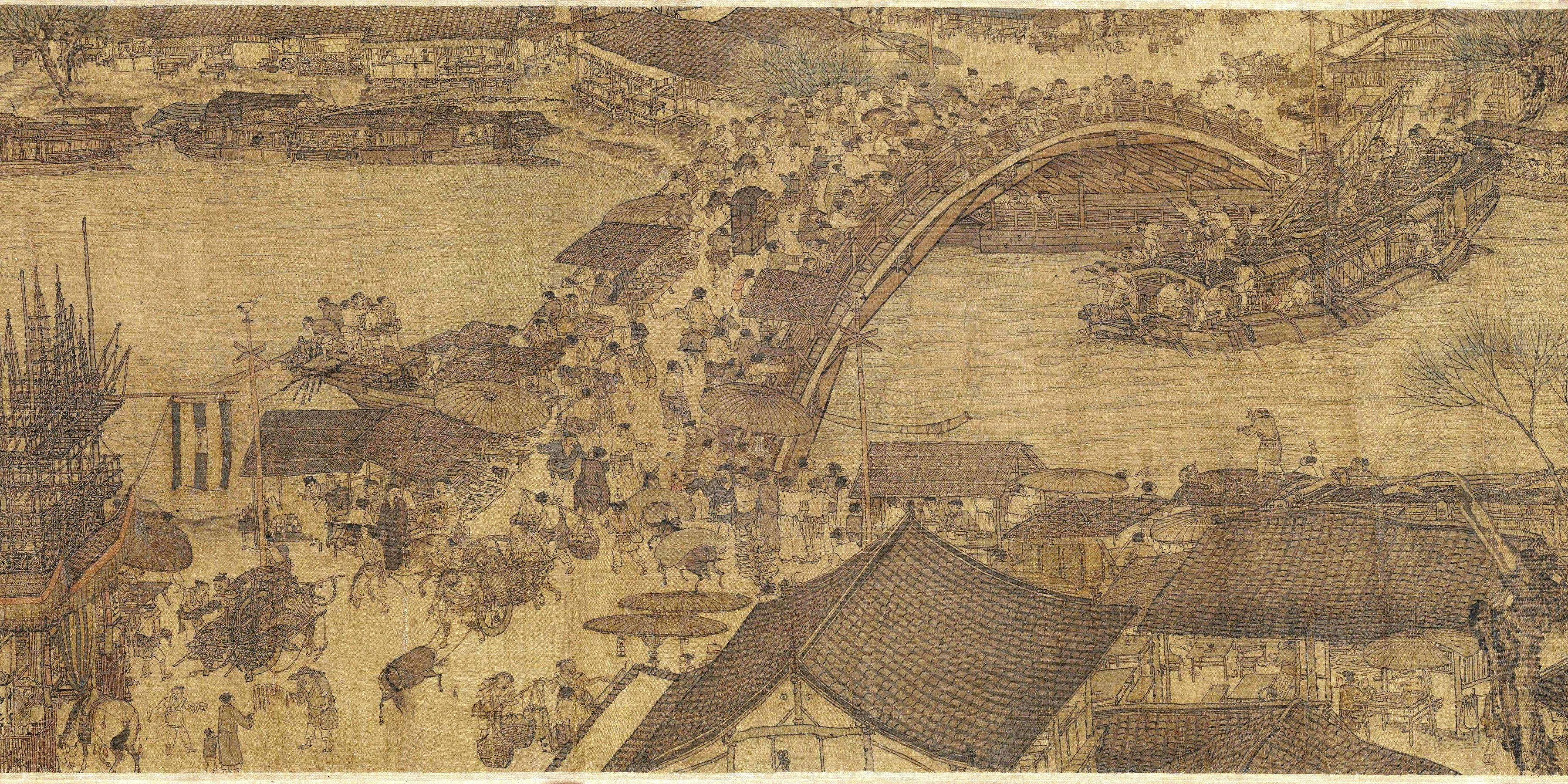
Détail du Qingming Shang He Tu (Le Jour de Qingming au bord de la rivière), imposante peinture (24,8 par 528,7 cm) sur rouleau portatif peinte par Zhang Zeduan (1085-1145).

En Chine ancienne, les zones urbaines sont riches en loisirs domestiques et publics, uniques à cette période. Pour la paysannerie austère et travailleuse, des fêtes et vacances annuelles fournissent quelques jours de détente et de relaxation. Pour les plus pauvres, ces périodes de l'année sont également synonymes de bonne nourriture et de boissons puisque tout le monde peut y participer. Les gens se rassemblent près de chez eux pour participer à des jeux, des représentations théâtrales, des spectacles de jonglerie, de clownerie, entre autres. Il existe de nombreuses fêtes à caractère religieux, prétextes à toute sorte de divertissements. Les festivités du Nouvel An sont considérées comme les plus importantes de l'année par les Chinois. Elles ont généralement lieu aux alentours de début février dans le calendrier occidental. Leurs préparatifs durent un mois. Les gens peignent des dieux sur leurs portes, découpent du papier en forme du sinogramme signifiant la chance, afin d'accueillir le printemps. Ils confectionnent également des images de Zhong Kui et cuisinent des plats particuliers tels que la bouillie de haricots rouges. La plus populaire Fête des lanternes se tient le 15e jour du 1er mois lunaire. Selon le fonctionnaire Zhou Mi (1232-1298), durant la période Xiao-Zong (1163-1189), les meilleures fêtes des lanternes ont lieu à Suzhou et Fuzhou, alors que Hangzhou est reconnue pour la grande variété de lampions colorés, de toutes les formes et de toutes les tailles. Dans ses mémoires, Meng Yuanlao rappelle comment la capitale Kaifeng des Song du Nord accueillait la fête avec des dizaines de milliers de lampions colorés et lumineux dans les rues de la ville. Les participants étaient vêtus de robes de soie colorées et « de nombreux personnages en papier volaient au vent comme des fées ». Il existe également d'autres vacances célèbres, comme le Qingmingjie qui a également lieu à cette période de l'année est qui est décrite dans une importante œuvre d'art de l'artiste Zhang Zeduan intitulée Le Jour de Qingming au bord de la rivière (même si certains pensent que la peinture représenterait en fait l'automne).

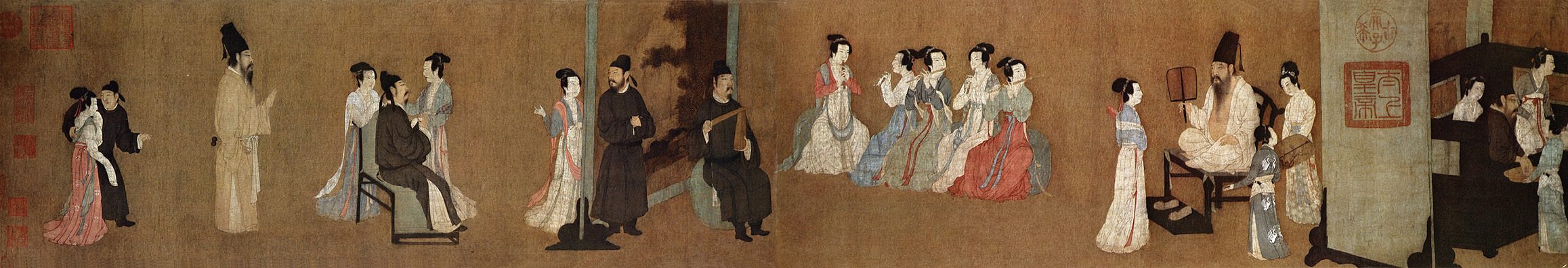
Section de la nouvelle version du XII des Festivités nocturnes de Han Xizai, peinture originale de Gu Hongzhong. Les musiciennes au centre de l'image jouent du dizi et du guanzi, alors que les musiciens tapent sur des langues en bois appelées paiban.

Avec l'apparition de la poudre à canon en Chine, de somptueux feux d'artifice sont tirés durant les fêtes. Par exemple, la démonstration martiale de 1110 pour divertir la cour de l'empereur Song Huizong est accompagnée du tir d'un important feu d'artifice pendant lequel des danseurs évoluent vêtus d'étranges costumes au milieu de fumées colorées. Les gens ordinaires ont la possibilité d'acheter des pétards dans des boutiques en ville. Ces pétards sont en fait des tubes de bambou remplis de poudre à canon. Toutes ces activités fortement bruyantes ont pour but l'éloignement des mauvais esprits.
Interrompus après l'anéantissement de la révolte d'An Lushan (755-763) durant la dynastie Tang, les somptueux carnavals chinois sont à nouveau célébrés sous la dynastie Song. Leurs célébrations prennent une dimension nationale lorsque l'empereur y voit une grande occasion de monter sa bienveillance et sa générosité. Des carnavals sont organisés après d'importantes victoires, des récoltes abondantes qui font suite à une longue période de disette, des sacrifices aux divinités, l'installation d'un prince héritier, les mariages dans la famille impériale, etc.

## Habillement

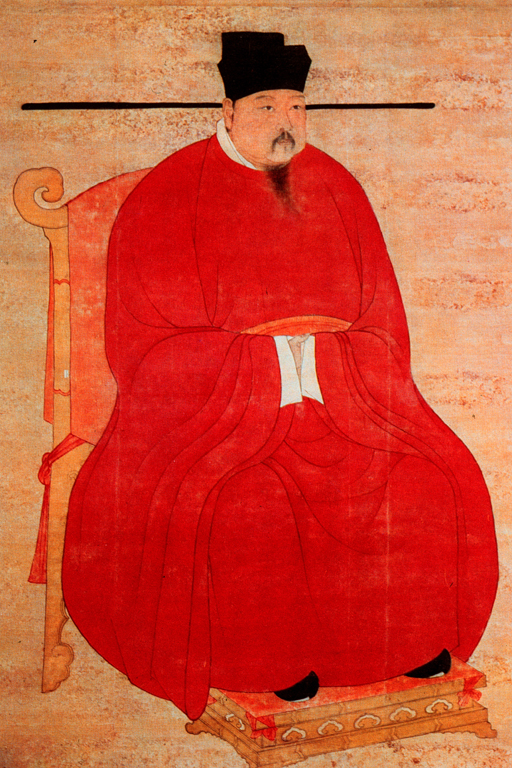
Peinture de l'empereur Song Zhenzong, montrant les longues robes et la coiffe officielle de l'empereur. Ce type de coiffe, avec la coiffe des fonctionnaires et des marchands, est fabriqué en soie noire.

La période Song connaît de nombreux types et tendances vestimentaires, alors que les vêtements en Chine sont fonction des saisons et constituent un signe extérieur d'appartenance à une classe sociale. Le charbon utilisé pour chauffer les maisons est rare et souvent cher, les gens prennent donc l'habitude de se vêtir de manteaux supplémentaires en soie ou en fourrure durant l'hiver. Les riches chinois apprécient particulièrement la soie dans la confection de leurs vêtements. Pour les grandes occasions, ils se parent ainsi de robes en soie avec des brocarts d'or. Les citoyens plus pauvres préfèrent les vêtements en chanvre, même si le coton est également utilisé dans le sud de la Chine. Les types de vêtements des paysans et des roturiers sont largement unifiés en apparence (de couleur noire ou blanche), comme c'est le cas dans les classes sociales supérieures. En fait, les riches et les dirigeants de la société suivent les recommandations acceptées et les besoins rituels. Dans les classes supérieures, chaque échelon social se distingue par une couleur et un ornement spécifiques de la robe, de l'écharpe, de la coiffe et même de la ceinture.
Cet ordre rigide est particulièrement d'actualité au début de la dynastie. Toutefois, les lignes hiérarchiques se brouillent lentement. Par exemple, le violet est dans un premier temps réservé aux fonctionnaires de troisième rang ou plus, avant de se généraliser à tous les rangs de fonctionnaires. Alors que les fonctionnaires de bas rang protestent contre les règles vestimentaires rigides, les riches membres de la classe marchande participent également à la dissolution des règles vestimentaires pour les cérémonies pour certains membres de la société. Il existe alors une distinction visible entre les fonctionnaires civils d'une part et les riches marchands d'autre part. Les fonctionnaires se distinguent par leurs longues robes touchant le sol alors que les marchands vêtent souvent une blouse qui descend jusqu'à la taille et un pantalon. Les pantalons apparaissent en Chine au cours des Royaumes combattants au IVe siècle av. J.-C., mais ne sont pas l'exclusivité des marchands. En effet, l'uniforme de chaque soldat comprend un pantalon alors que les gens ordinaires portent également des pantalons. Même si la plupart des hommes ne portent ni moustache ni barbe, les soldats, les officiers et les champions en arts martiaux préfèrent porter des moustaches et des barbichettes, comme signe de virilité.

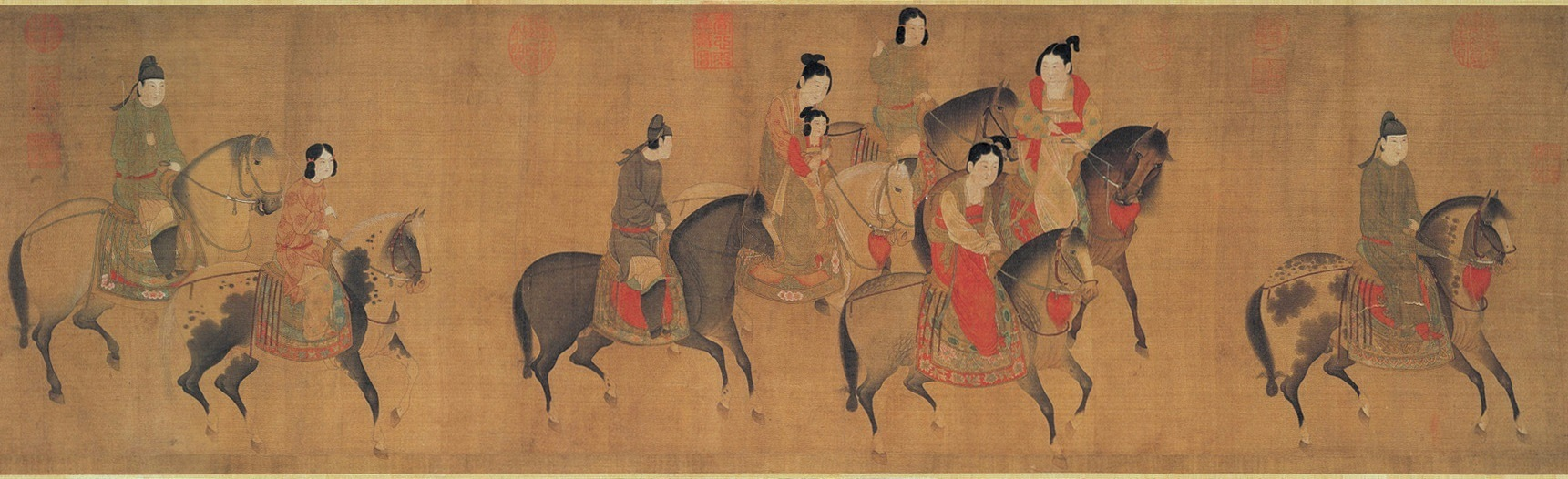
Peinture de femmes de la cour et d'un homme sur des chevaux, habillés de vêtements de la classe supérieure. Peinture du XII par Li Gonglin, nouvelle version de l'œuvre du VIII de Zhang Xuan.

Les vêtements des femmes au cours de la période Song se distinguent par une fermeture à gauche, alors que celle des hommes est à droite. Les femmes portent de longues robes ou blouses qui descendent jusqu'aux genoux. Elles portent également des chemisiers et des gilets à manches longues ou courtes. Pendant les promenades, les riches femmes choisissent de porter des écharpes violettes autour de leurs épaules. Les femmes portent aussi des épingles à cheveux et des peignes, pendant que les princesses, concubines impériales et femmes de fonctionnaires ou de riches marchands portent des ornements de tête en or et argent qui prennent la forme de phœnix et de fleurs. Durant la dynastie Song, personne ne quitte sa maison pieds nus et tout le monde porte une sorte de chapeau sur la tête. Les magasins en ville se spécialisent dans certains types de chapeaux et de coiffes, dont les capuchons avec une queue pointue, mais aussi dans les ceintures. Seuls les moines bouddhistes rasent leur tête et se promènent sans coiffe ni chapeau ou quoi que ce soit qui couvre leur tête. En ce qui concerne les chaussures, les gens achètent des chaussures appelées « chaussures huilées », des sandales en bois ou en chanvre et parfois même des chaussons en soie

## Gastronomie

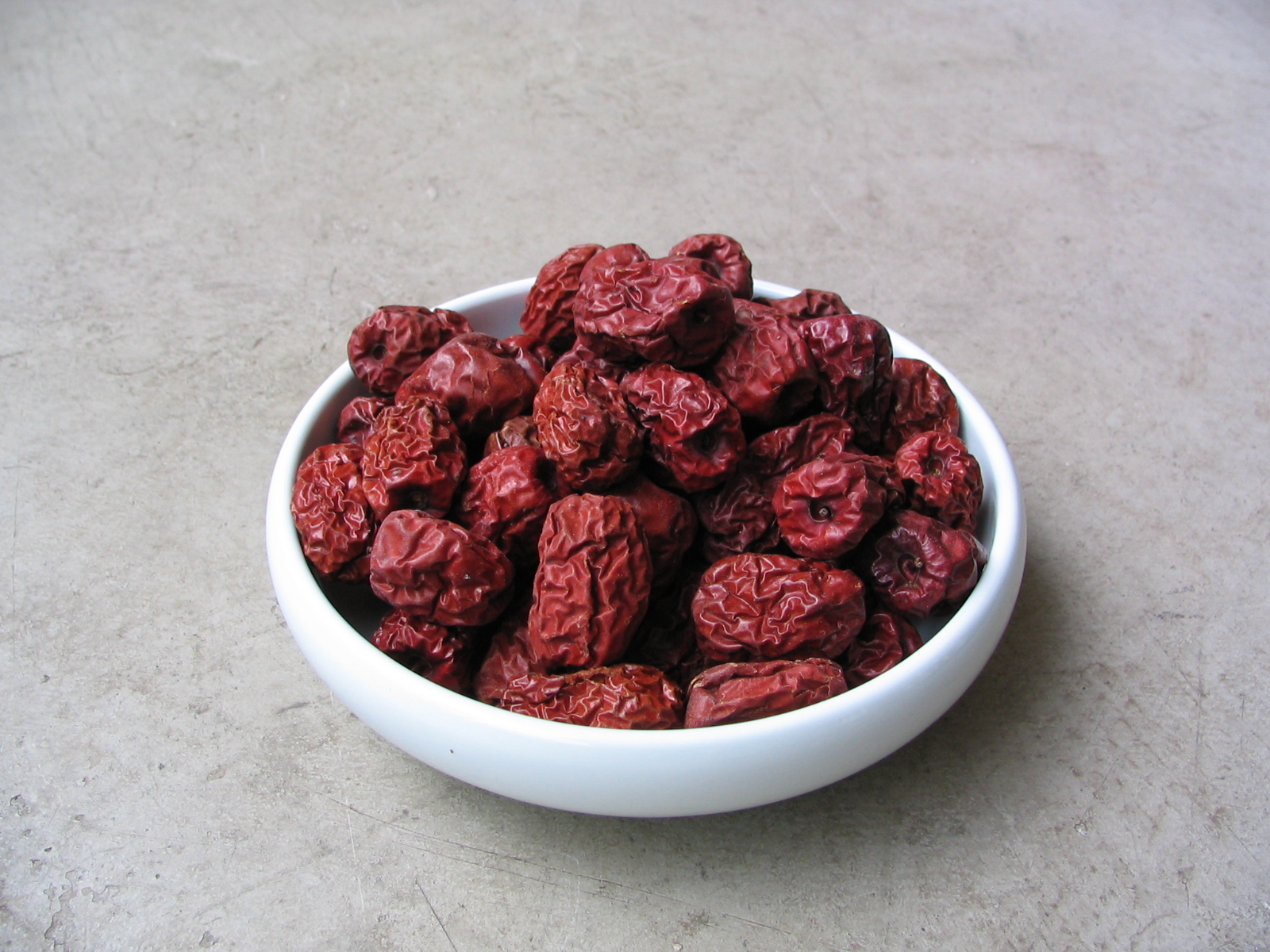
Jujubes séchés comme ceux importés par la dynastie Song depuis l'Asie du Sud-Est et le Moyen-Orient. Un fonctionnaire de Canton est invité chez un marchand arabe et décrit le jujube comme suit : Ce fruit a la couleur du sucre, sa peau et sa pulpe sont douces, et il donne l'impression lorsque vous le mangez d'avoir été d'abord cuit dans un four avant d'être séché.

Le nom de nombreux plats servis aux clients dans les tavernes et les restaurants au cours de banquets, festivals et carnavals, ou de dîners plus modestes est connu. Les noms de ces plats sont parfois insolites et ne donnent pas forcément d'indices quant à la composition des ingrédients utilisés. Toutefois, en regardant la liste des assaisonnements utilisés, à savoir le poivre, le gingembre, le piment, la sauce de soja, l'huile, le sel et le vinaigre, il semble que la cuisine durant la période Song ne devait pas être très éloignée de la cuisine chinoise actuelle. Parmi les autres assaisonnements et ingrédients utilisés à cette époque, se trouvent les noix, les navets, les noyaux de cardamome, le poivre du Sichuan, les olives, les graines de Ginkgo, les zestes de citron et l'huile de sésame,.
Les différences culturelles entre les régions de la Chine se ressentent également dans les différents types de cuisine, même si dans certaines régions les traditions culinaires des différentes zones géographiques sont mélangées, comme c'est le cas par exemple dans la capitale des Song du Sud, Hangzhou. En effet, après l'exode massif depuis le Nord de la Chine, les populations ont apporté la cuisine du Henan (précédemment populaire dans la capitale des Song du Nord, Kaifeng) à Hangzhou. Celle-ci s'est alors mêlée aux traditions locales du Zhejiang. Toutefois, les archives indiquent que, déjà durant la période des Song du Nord, la capitale Kaifeng compte des restaurants qui proposent la cuisine du Sud de la Chine,. Ceux-ci accueillent les fonctionnaires de la capitale originaires des provinces du Sud-Est et qui trouvent la cuisine du Nord-Est insuffisamment assaisonnée à leur goût. En fait, les textes de la période Song font pour la première fois mention des termes nanshi, beishi et chuanfan pour nommer respectivement les cuisines du Nord, du Sud et du Sichuan. Plusieurs restaurants acquièrent une réputation grâce à leurs spécialités uniques. Par exemple, un restaurant à Hangzhou ne sert que des plats glacés, alors que d'autres reçoivent les clients qui veulent des plats soit piquants, chauds, à température ambiante ou froids. Les migrants de Kaifeng possèdent la plupart des restaurants à Hangzhou, mais bien d'autres variétés régionales sont servies dans les restaurants. Il s'y trouve notamment des restaurants spécialisés dans la cuisine sichuanaise avec ses plats pimentés, d'autres encore proposent des plats et boissons du Hebei et du Shandong avec ses plats de fruits de mer et de poissons. Quel que soit le type de restaurant, la mémoire et la patience des serveurs sont mises à rude épreuve. Dans les plus grands restaurants, la moindre erreur dans une commande de 20 plats ou plus est perçue comme une catastrophe. Ainsi, si un client rapporte une erreur à la direction du restaurant, le serveur incriminé peut être réprimé verbalement, voire son salaire peut être gelé ou parfois même être renvoyé définitivement de l'établissement.

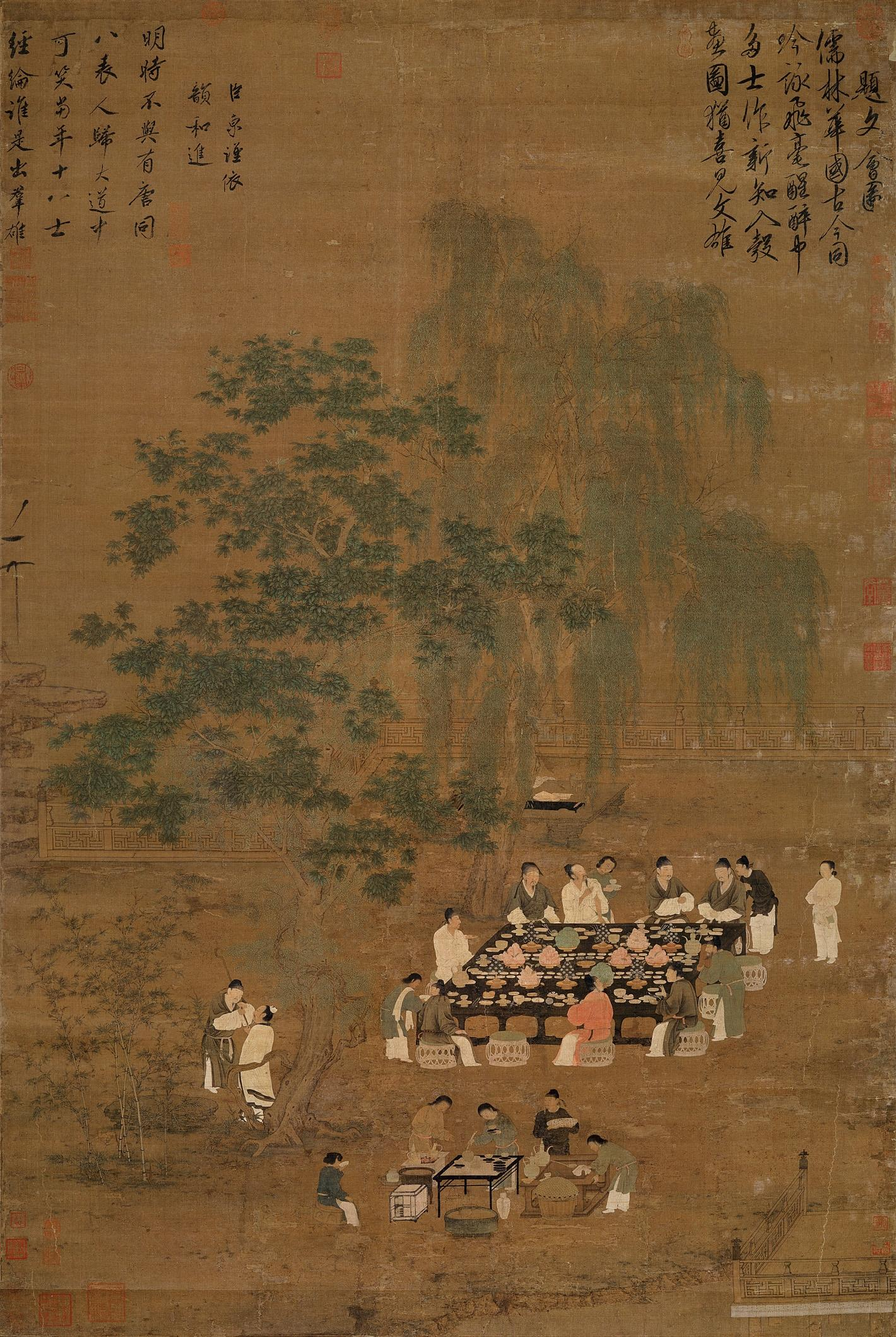
Peinture chinoise d'un banquet en extérieur.

À Hangzhou, tôt le matin, le long de l'avenue impériale, des marchands proposent des petits déjeuners et des friandises. Parmi les mets proposés, les Chinois consomment des tripes frites, des pièces de mouton ou d'oie, des soupes, des pancakes chauds, des brioches à la vapeur et des gâteaux glacés. Les boutiques de nouilles sont également populaires et restent ouvertes jour et nuit sur cette même avenue. Selon une source datant de la dynastie Song, à Kaifeng, les marchés de nuit ferment à la troisième veille de la nuit avant de rouvrir à la cinquième. Ils gagnent également une réputation en restant ouverts durant les tempêtes, mais aussi durant les jours les plus sombres et pluvieux de l'hiver. Il est également possible de trouver des aliments exotiques importés en Chine depuis l'étranger, comme les raisins, les dattes, les jujubes perses et le vin de raisins. Le vin de riz est plus répandu en Chine, comme le note au XIIIe siècle l'explorateur vénitien Marco Polo. Même si le vin de raisin est connu en Chine depuis que la dynastie Han a noué des contacts avec la civilisation hellénique, il reste réservé à une élite sociale.
Outre le vin, d'autres boissons étrangères font leur apparition en Chine à cette époque, comme le jus de poire, le jus de litchi, les boissons au miel et au gingembre, le thé et le jus de papaye,. Les produits laitiers sont des concepts totalement étrangers aux Chinois, ce qui explique l'absence de fromage ou de lait dans leur régime alimentaire. La consommation de viande bovine est également marginale, puisque le bœuf est un important animal de trait. Le régime alimentaire des basses classes sociales est principalement constitué de riz, porc, poisson salé et à de rares occasions de viande canine, alors que les classes sociales supérieures ne consomme pas de chien. Les personnes plus aisées quant à elles consomment diverses viandes, comme le poulet, les crustacés, le daim, le lièvre, la perdrix, le faisant, le francolin, la caille, le renard, le blaireau, la palourde, le crabe entre autres,,. Les poissons d'eau douce locaux sont pêchés dans les lacs et rivières environnantes puis sont vendus directement sur les marchés, alors que le lac de l'Ouest fournit oies et canards. Les Chinois à l'époque Song consomment communément des fruits tels que des melons, des grenades, des litchis, des longanes, des oranges, des jujubes, des fruits de cognassiers chinois et japonais, des abricots et des poires. Ainsi, rien que dans la région de Hangzhou, onze espèces d'abricots et huit de poires sont cultivées,,.
Parmi les spécialités culinaires de la période Song, se comptent les coquillages parfumés cuits dans du vin de riz, les oies aux abricots, la soupe de graines de lotus, la soupe de piment avec des moules et du poisson cuisinés avec des prunes, la soupe de soja douce, des petits pains au sésame cuits au four farcis soit de haricots aigres soit de filet de porc, des petits pains aux légumes parfumés aux fruits confits, des bandes de gingembre et de pâtes de haricot fermentés, des raviolis de jujubes cuits à la vapeur, des châtaignes frites, des soupes salées de haricots fermentés, des fruits cuits dans du miel parfumé et des chips de miel constitués de miel pétri et cuit, de farine et de gras de mouton et de porc,,,,. Enfin, les Chinois de la période Song sont friands de desserts à base de farine huilée et de miel qui prennent la forme de visages de filles ou de statuettes de soldats comme les gardes des portes. Ces desserts sont appelés « nourriture de ressemblance » (guoshi).

## Philosophie

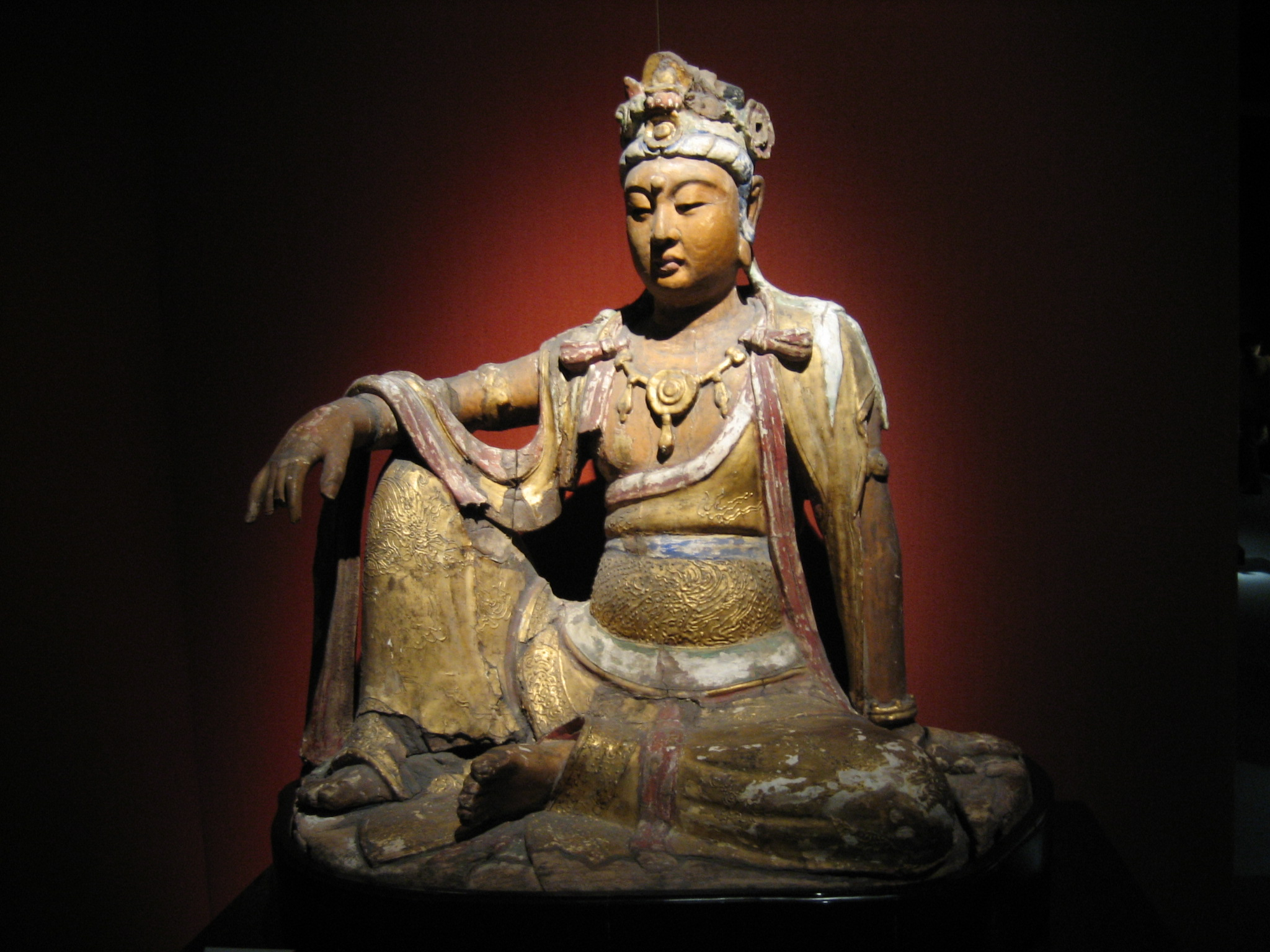
Statue en bois de Bodhisattva datant de la dynastie Song

Les intellectuels Song trouvent des réponses à toutes les questions philosophiques et politiques dans les classiques confucianistes. Ce regain de popularité pour le confucianisme coïncide avec le déclin du bouddhisme, qui est largement considéré comme étranger et propose peu de réponses aux problèmes pratiques. Toutefois, durant cette période, il continue d'influencer l'activité culturelle, bien plus que les mouvements confucianiste et taoïste. La popularité continue du bouddhisme transparaît donc à travers l'art, comme le montre par exemple l'ensemble de 100 peintures des Cinq cents Luohan, peints par Lin Tinggui et Zhou Jichang en 1178.
Le mouvement confucianiste conservateur est personnifié par des personnes telles que Zhu Xi (1130-1200) ou encore le fervent opposant au bouddhisme Ouyang Xiu (1007-1072). Dans son livre Ben-lun, ce dernier expose sa théorie qui explique comment le bouddhisme a si aisément pénétré la Chine à la période des dynasties du Nord et du Sud. Selon lui, le bouddhisme a largement profité de la faiblesse des institutions traditionnelles chinoises de cette époque. Plusieurs facteurs entrent en jeu, comme le règne des Xianbei (un peuple étranger) au Nord ou le schisme politique en Chine qui est à l'origine d'importantes luttes internes. Même si l'empereur Sui Wendi (581-604) abolit les Neuf rangs en faveur de la bureaucratie confucéenne recrutée par les examens impériaux, il soutient dans un même temps l'idéologie populaire du bouddhisme pour légitimer son règne. Par conséquent, il laisse le bouddhisme libre de diriger et d'influencer la culture chinoise durant les dynasties Sui et Tang. Selon l'historien Arthur Wright, le confucianisme durant cette époque ne se développe pas à cause d'un état d'« archaïsme vicié ». Ouyang Xiu écrit par ailleurs à ce sujet :
« Le fléau bouddhiste a été écarté de l'empire durant des milliers d'années, et qu'est-ce qu'un homme en un jour fait de cela ? Le peuple est soûl de ses propos, et il est entré dans la moelle de leurs os ; n'arrivant pas à surmonter ses discours éloquents. Que faut-il faire ensuite ? »

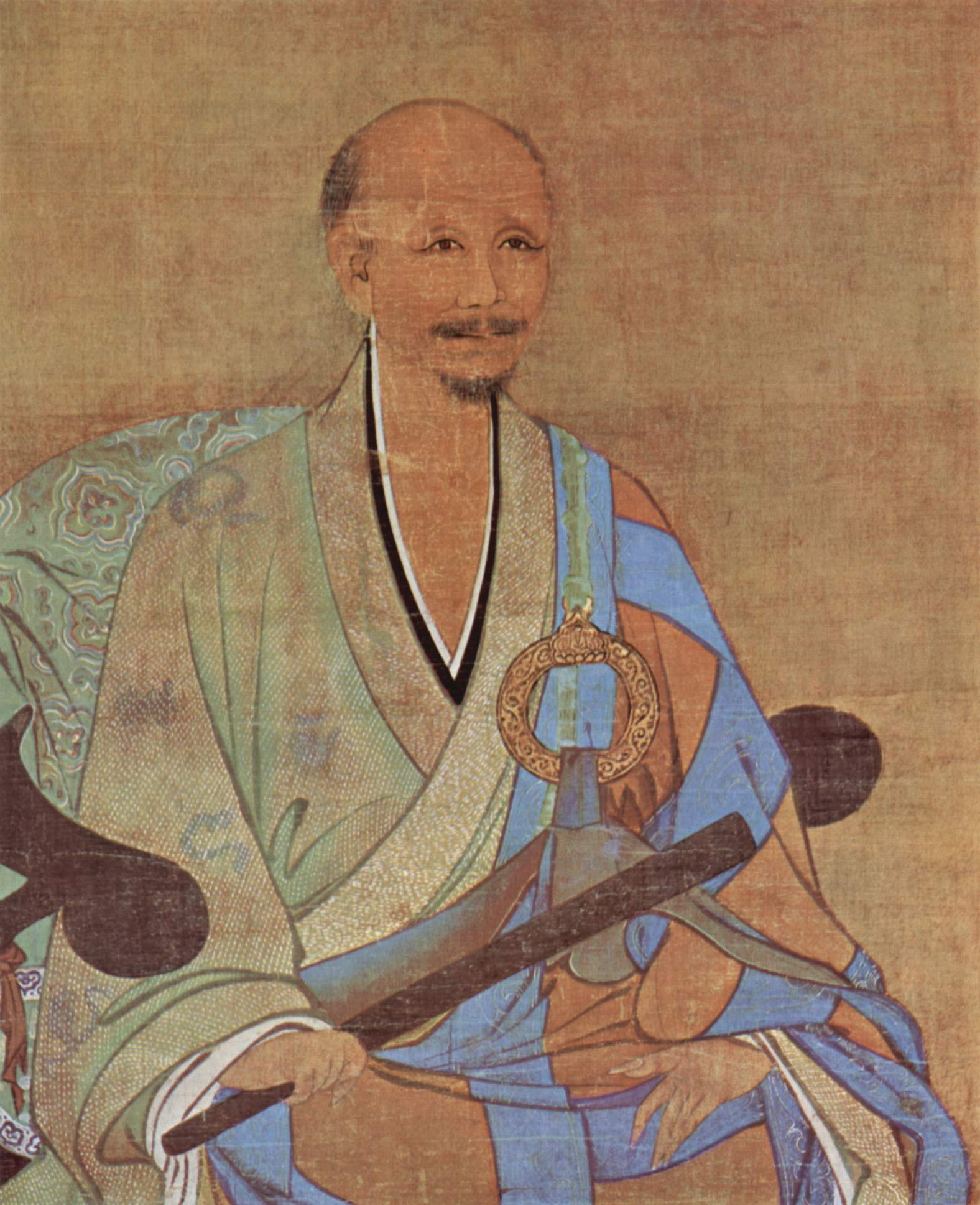
Portrait du bouddhiste chinois zen Wuzhun Shifan, peint en 1238.

En conclusion des racines du « mal » bouddhiste, Ouyang Xiu présente un exemple historique de son déracinement de la culture chinoise :
« Il y a longtemps, du temps des Royaumes combattants, Yang Zhu et Mo Di étaient engagés dans une violente controverse. Mencius déplorait ceci et se consacra à enseigner la bienveillance et la vertu. Sa vision de la bienveillance et de la vertu porta ses fruits un jour sur Mo Di et Yang Zhu. Du temps des Han, une myriade d'écoles de pensée a fleuri. Tung Chung-shu déplora cela et relança le confucianisme. Par conséquent, la Voie de Confucius retrouva son éclat et les écoles fermèrent. C'est l'effet de ce que j'ai appelé « déraciner le problème pour détruire le mal ». »
Alors que le confucianisme dénigre le bouddhisme et le perçoit comme moralement inepte, le mouvement emprunte toutefois certains de ses idéaux pour alimenter sa propre renaissance. Les confucianistes Fan Zhongyan et Wang Anshi s'inspirent par exemple du bouddhisme Mahayana et de son idéal du Bodhisattva concernant l'universalisme éthique de la charité bienveillante et du secours aux personnes dans le besoin. Durant la période Tang, lorsque le bouddhisme est très populaire, les temples, ainsi que les familles bouddhistes riches ou pieuses, ont pour rôle de donner l'aumône et la charité aux plus pauvres. Ce rôle est repris par le gouvernement à partir de la dynastie Song, via son programme de bien-être et de charité. De plus, l'historien Arthur F. Wright décrit la relation entre l'état chinois et les adeptes bouddhistes par les termes suivants :
« Il est vrai que des moines bouddhistes étaient officiellement désignés pour gérer beaucoup de ces entreprises, mais l'initiative venaient des fonctionnaires néoconfucianistes. Dans un sens, l'idée de la compassion bouddhiste et beaucoup des mesures développées pour sa pratique ont été définies par l'état chinois. »

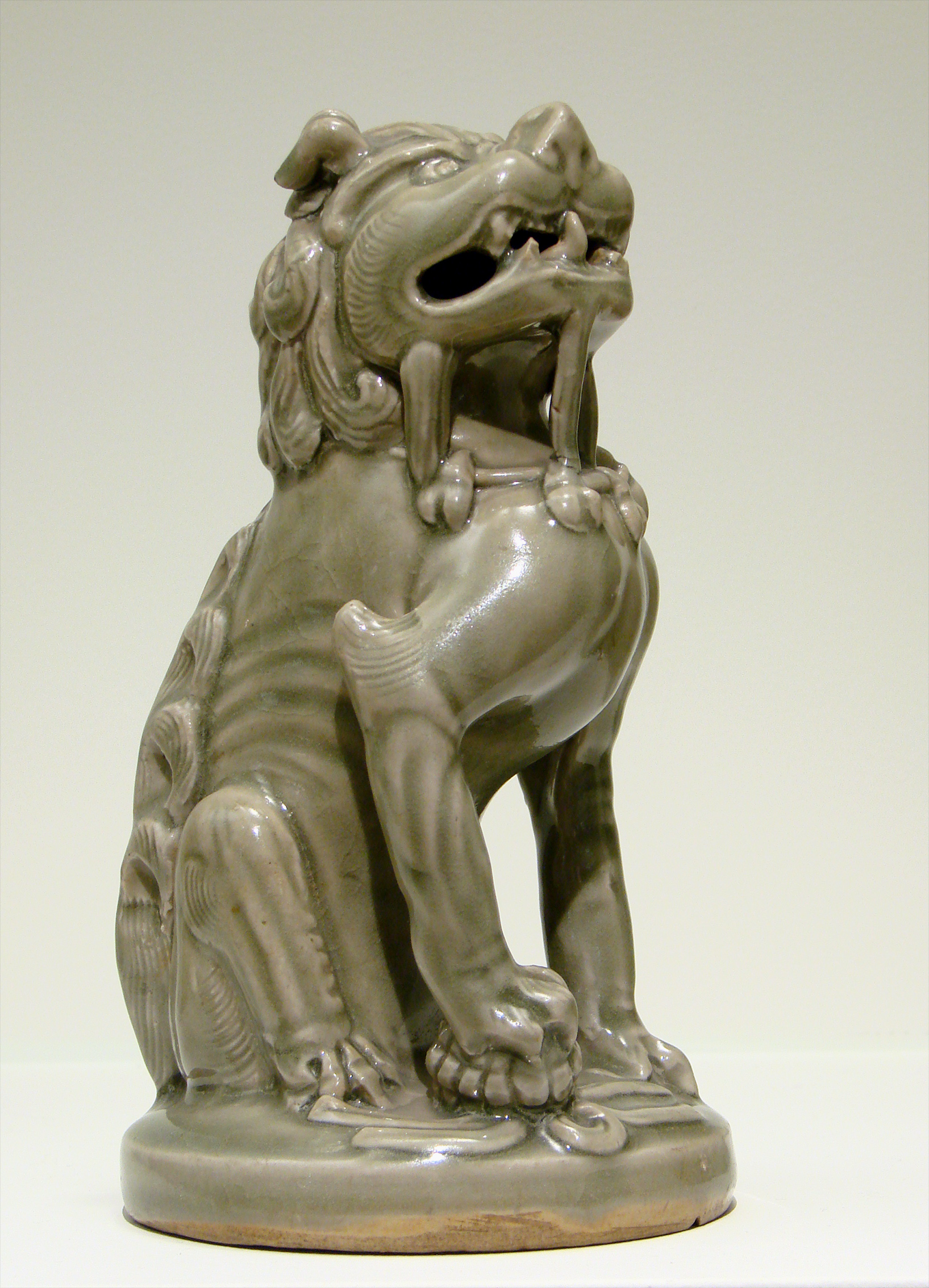
Lion assis, grès porcelainier de type céladon. Chine du Nord, Shaanxi, Yaozhou, dynastie des Song du Nord, ou XIIe siècle.

Alors que le bouddhisme perd de son importance, cela ne signifie pas sa disparition pure et simple dans la culture chinoise. Le bouddhisme zen continue son développement durant la période Song, puisque l'empereur Song Lizong partage la doctrine chan (zen) du moine Wuzhun Shifan avec la cour impériale. Les néoconfucianistes du XIIIe siècle parviennent à contrôler le bouddhisme dans les échelons supérieurs de la société chinoise.

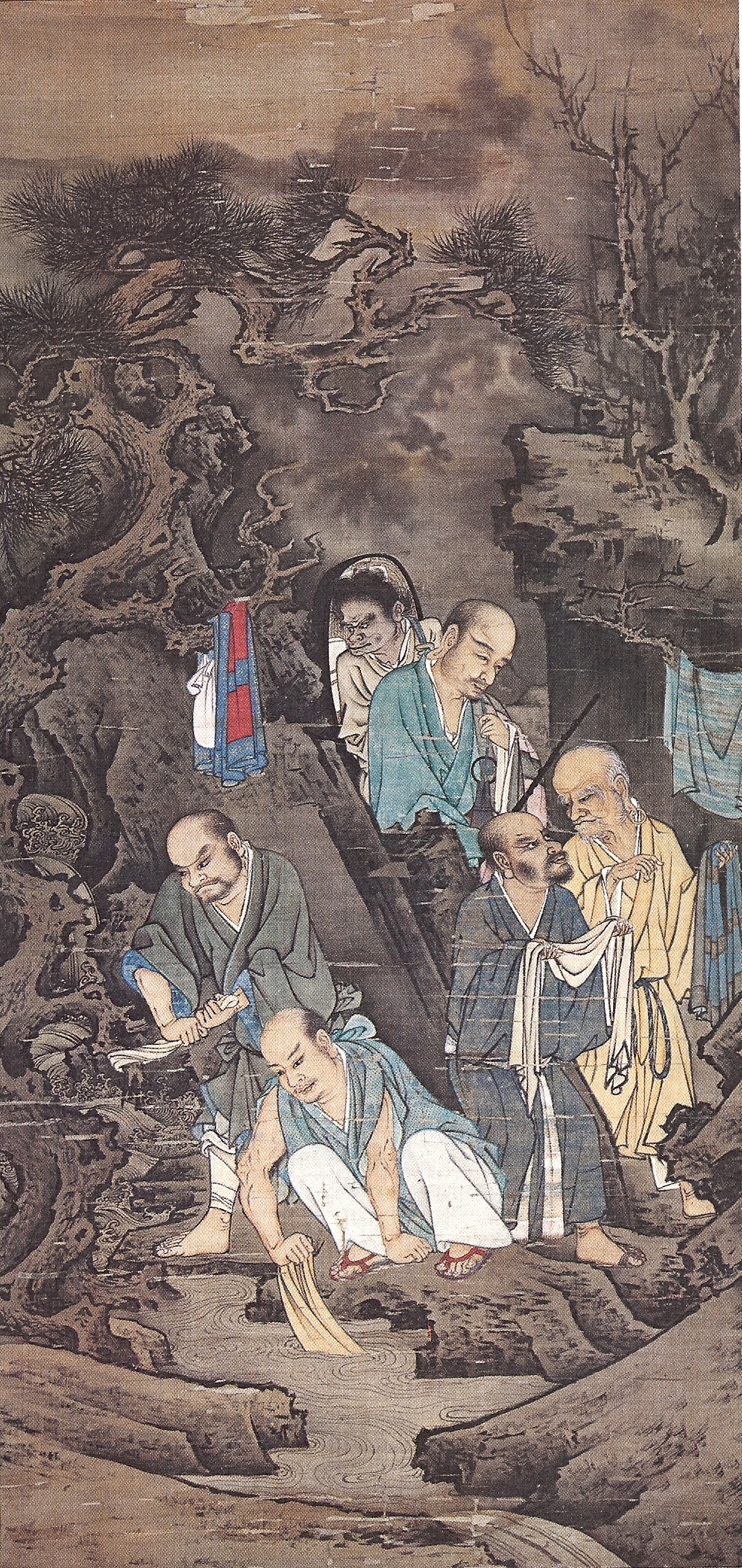
Blanchissement des Luohan, œuvre d'art bouddhiste représentant cinq luohan et un gardien, par Lin Tinggui, 1178

Quant à la métaphysique bouddhiste, elle influence les croyances et enseignements des fonctionnaires confucéens de la période des Song du Nord, tels que les frères Cheng Hao et Cheng Yi, le premier étant un des tuteurs de Zhu Xi. Ils insistent notamment sur l'auto-culture morale au service des dirigeants de l'État (guérissant les maux de la société de bas en haut et non de haut en bas), par opposition aux politiciens tels que Fan Zhongyan ou Su Shi, qui continuent de conseiller l'empereur de prendre les meilleures décisions pour le bien de tous. Les frères Cheng enseignent également les travaux de la nature et la métaphysique peuvent être enseignés via le principe (li) et l'énergie vitale (qi). Le principe de la nature peut être moral ou physique. Par exemple, le principe de mariage est moral, alors que le principe des arbres est physique. Néanmoins, pour pouvoir exister et fonctionner normalement, les principes ont besoin de substance telle que l'énergie vitale. Ces concepts permettent aux intellectuels Song de valider les enseignements de Mencius sur la bonté innée de la nature humaine, tout en fournissant une explication aux méfaits humains. En substance, le principe sous-jacent à l'être humain est la bonté et la générosité, mais l'énergie vitale a le potentiel de s'égarer et d'être corrompue, donnant lieu à des impulsions égoïstes et à tous les autres traits de caractère négatifs de l'homme.
Les philosophes néoconfucianistes commentent les classiques anciens car ils leur trouvent une certaine pureté dans l'originalité. Le plus influent de ces philosophes est Zhu Xi, dont la synthèse des pensées confucéenne, bouddhiste, taoïste entre autres mouvements idéologiques devient l'idéologie impériale officielle entre l'époque des Song et le XIXe siècle. La base de son enseignement est influencée par les frères Cheng, mais il va beaucoup plus loin que leurs enseignements, pour former le cœur du mouvement néoconfucianiste. Il met l'accent sur les Quatre livres : les Entretiens, Mencius, Doctrine du milieu et le Grand apprentissage (les deux derniers constituent des chapitres de l'ancien Livre des rites). Selon lui, l'amélioration du monde commence par l'amélioration des esprits, comme indiqué dans le Grand apprentissage. Son point de vue du confucianisme n'est pas partagé par ses contemporains, puisque ses écrits sont dans un premier temps interdits de citation par les étudiants candidats aux examens impériaux. Toutefois, l'empereur Song Lizong apprécie les théories des Zhu Xi. Il inverse alors la politique contre le philosophe et ajoute ses commentaires des Quatre livres au programme officiel des étudiants.
La philosophie néoconfucianiste de Zhu Xi évolue dans un principe officiel rigide, qui souligne les obligations unilatérales d'obéissance et de respect vis-à-vis du supérieur : d'enfant à parent, de femme à mari et de frère cadet à frère aîné. Ceci a pour effet d'inhiber le développement sociétal en Chine pré-moderne, entraînant à la fois de nombreuses générations de stabilité politique, sociale et spirituelle, mais aussi une lenteur dans le changement culturel et institutionnel au XIXe siècle.